# Pubblicità

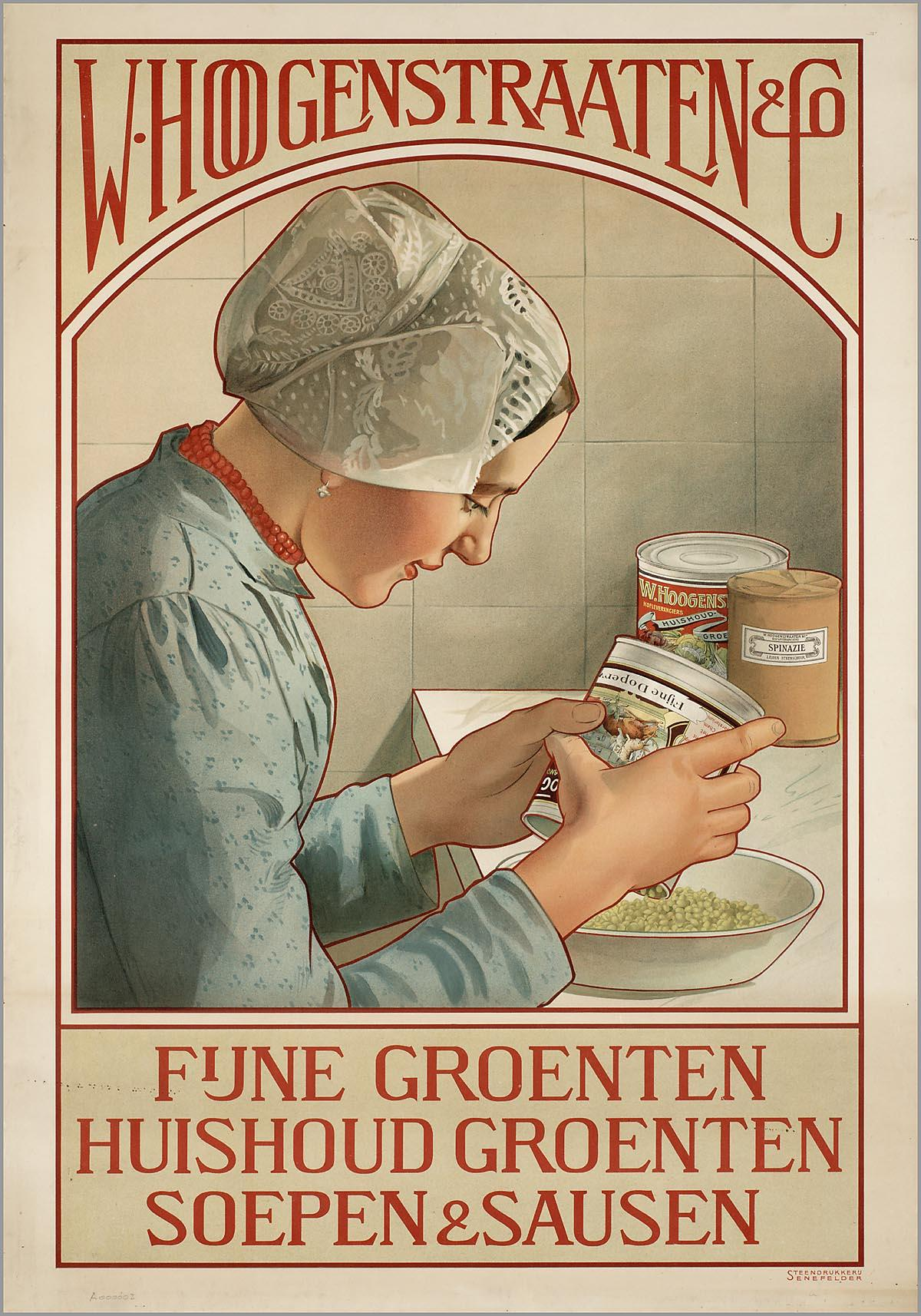
Un manifesto di Johann Georg van Caspel del 1899.

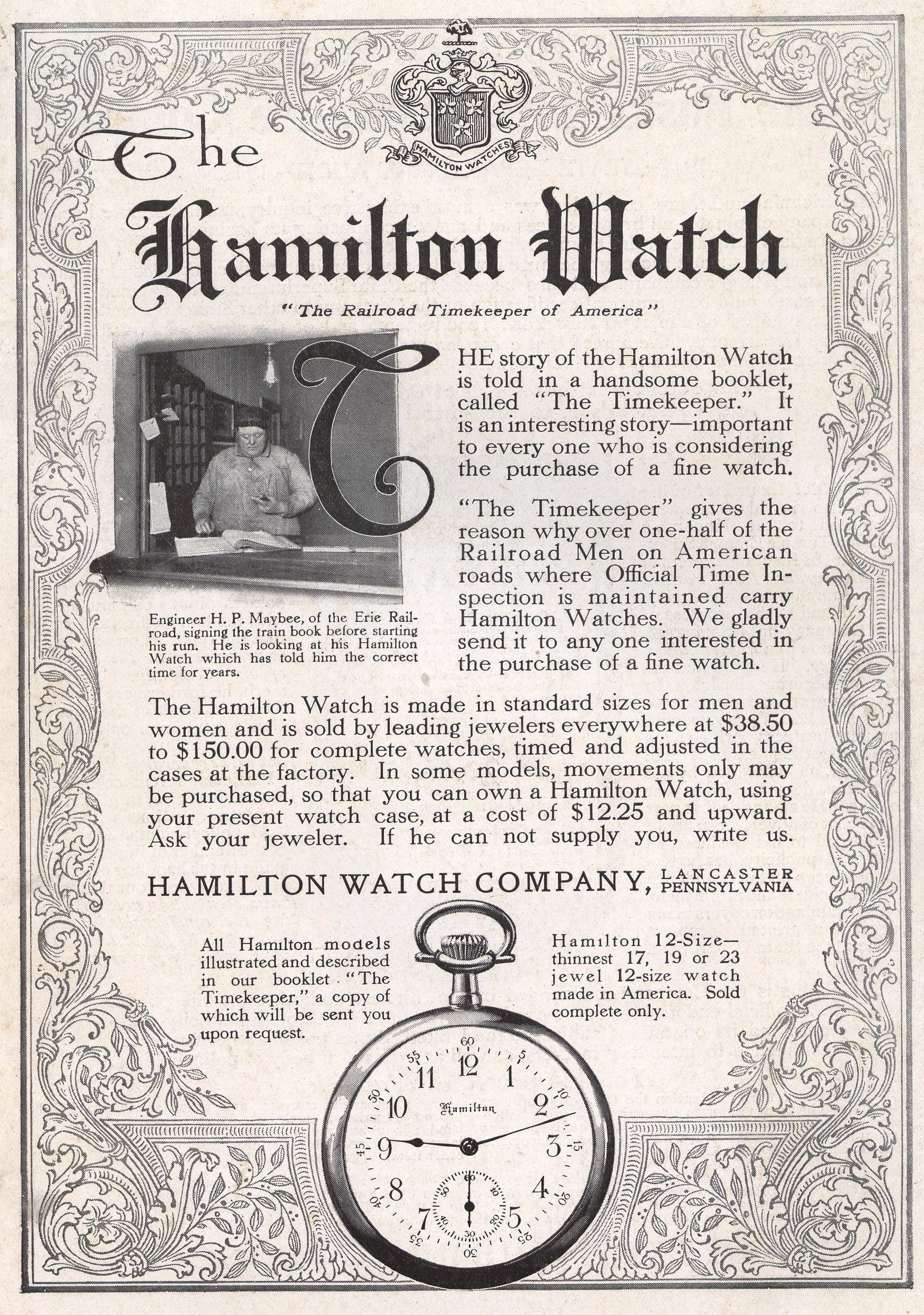
Un annuncio pubblicitario del 1913.

La pubblicità è la comunicazione usata dalle imprese, attraverso varie modalità, per creare consenso intorno alla propria immagine, con l'obiettivo di conseguire i propri obiettivi di marketing (es. vendita di prodotti).
Caratteristica principale della comunicazione pubblicitaria è diffondere dunque messaggi preconfezionati a pagamento attraverso i mass-media, con l'obiettivo che il consenso si trasformi in atteggiamenti o comportamenti positivi da parte del pubblico o consumatore che non consistono solo o semplicemente nell'acquisto del prodotto o servizio: la pubblicità informa, persuade, seduce il pubblico ed è ritenuta corretta se fidelizza l'utente finale in base a principi civili e umanizzanti.

## Storia

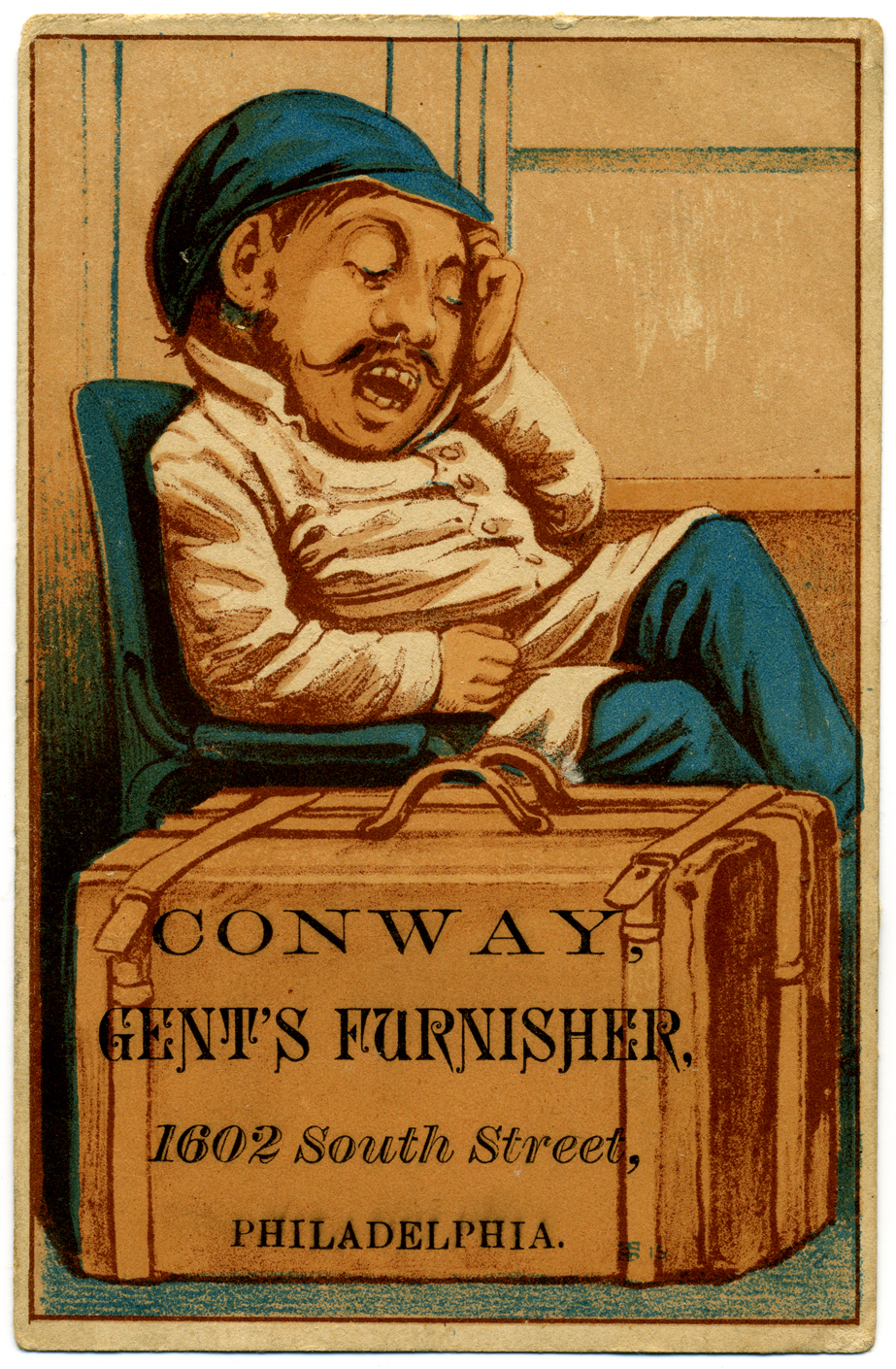
Una cartolina pubblicitaria di fine Ottocento.

La pubblicità ha radici antiche, ed è intimamente collegata con la propaganda o lo sviluppo delle prime attività commerciali e dalle relative iscrizioni, insegne o simboli merceologici.
Presso gli scavi archeologici di Pompei si possono leggere ancora oggi delle scritte, sui muri delle case romane distrutte dal Vesuvio nel 79 d.C., che invitano i passanti a votare per un certo candidato alle elezioni oppure che un gladiatore combatterà le fiere, mentre nella via dell'Abbondanza una serie di insegne di una bottega mostra le fasi di lavorazione della stoffa, a riprova della sua qualità.
La situazione si evolve in Europa con l'invenzione della stampa. Nel 1479 il tipografo britannico William Caxton diffonde un opuscolo per reclamizzare le sue pubblicazioni, mentre i primi antenati dei volantini iniziano a circolare nelle città del continente all'inizio del Cinquecento.
Il 17 ottobre 1482 Jean du Pré crea a Reims il primo manifesto.
In Germania ad esempio si disegnano i premi delle lotterie per invogliare a prendervi parte.
Gazzette a cadenza settimanale nel 1609 in Germania e Olanda, 1620 in Francia, 1622 in Inghilterra, 1639 La Gazzetta di Genova primo giornale italiano, 1660 primo quotidiano a Lipsia,1629 primo annuncio pubblicitario sul Mercurius Britannicus, 1631 sulla Gazzetta di Parigi.
Con la rivoluzione industriale, l'aumento della produzione di merci si è imposto poi il modello pubblicitario che noi conosciamo: il prodotto di una scienza che usa tecniche raffinate e si avvale dell'apporto di psicologi, artisti, disegnatori e registi famosi. È un fenomeno che coinvolge masse enormi di persone ed è un'industria che investe ingenti capitali, impiega intelligenze sopraffine e dà lavoro a milioni di persone.
Il banchiere Charles-Louis Havas nel 1835 crea la prima agenzia di stampa (attiva ancora oggi).
In occasione dell'Esposizione Internazionale di Londra del 1851 viene distribuito il primo catalogo illustrato di prodotti.
La comunicazione pubblicitaria nasce e cammina parallelamente alle esigenze economiche, sociali, politiche e culturali di un paese.
Alla fine del XIX secolo l'Italia era ancora un paese prevalentemente ad economia agricola, con una situazione di povertà molto diffusa e con enormi differenze socio-economiche tra il Nord e il Sud del paese ed un'alta percentuale di analfabetismo. Le prime comunicazioni pubblicitarie (al tempo chiamate réclame) iniziano a diffondersi con la nascita dei giornali tra la metà dell'Ottocento e gli inizi del Novecento, nel 1863 la prima concessionaria di spazi pubblicitari italiana è fondata da Carlo Erba e Attilio Manzoni. Sulle ultime pagine dei quotidiani, quali la Domenica del Corriere, la Tribuna Illustrata e l'Illustrazione Italiana, appaiono i primi annunci pubblicitari.
Agli inizi la pubblicità veniva fatta principalmente con solo testi e disegni, anche se la maggior parte della popolazione era analfabeta ed erano molto pochi coloro che potevano permettersi i giornali, e la pubblicità era molto semplice ed immediata. Spesso si usavano i verbi all'imperativo: «Bevete...», «Prendete...», «Al vostro farmacista chiedete...».
Grazie alla cromolitografia, la pubblicità murale si sviluppa e, grazie all'opera di cartellonisti quali Leonetto Cappiello, Adolf Hohenstein, Giovanni Maria Mataloni, Leopoldo Metlicovitz e Marcello Dudovich diventa una vera e propria forma d'arte.
Negli anni ’20, quando la radio cominciò a diffondersi negli Stati Uniti, era considerato inopportuno mandare in onda annunci pubblicitari: sarebbero stati trasmessi nelle case dei cittadini, che erano considerate uno spazio privato. Poi un programma di successo, Amos ‘n’ Andy, infranse il muro della correttezza e cominciò a trasmettere interruzioni pubblicitarie.
In Italia nel 1924 cominciarono le trasmissioni radiofoniche e nel 1926 cominciò la pubblicità; la tv italiana comincia nel 1954 e nel 1957 nasce Carosello.

## Etimologia
Il termine italiano pubblicità deriva dall'aggettivo e sostantivo pubblico, ossia che riguarda il popolo, la popolazione, e l'origine della parola italiana rispecchia lo scopo di informare il pubblico e non presuppone il carattere parassitario o onnivoro del termine, bensì di etico e trasparente. Invece il sostantivo inglese advertising possiede una connotazione di tipo imprenditoriale e persuasiva. Advertising deriva dal verbo to advertise, il quale a propria volta viene dal latino ad-vertere e significa letteralmente andare verso. Il réclame nella lingua francese introduce la dimensione psicologica del termine – del richiamo alla memoria – ma non pone la questione di persuasione. Ad origine, la “chiamata” in ambito tipografico, réclame inizia come un breve richiamo promozionale nel testo di un giornale ma poi diventa un vero annuncio pubblicitario di oggi. I sentimenti negativi che oggi accostiamo alla pubblicità come l’invadenza o la pervasività, si ritrovano nell'etimologia del termine tedesco Werbung, derivante dal verbo werben, che significa sia pubblicizzare che attirare, corteggiare.

## Classificazione
Fra tutte le possibili classificazioni della pubblicità, forse la più semplice e basilare è la classificazione in relazione al fine ultimo profit/non profit, e cioè se la réclame è più o meno a scopo di lucro:
- Pubblicità commerciale: volta a reclamizzare un prodotto di mercato. È la forma di pubblicità più diffusa.
- Pubblicità sociale: volta a promuovere finalità socialmente rilevanti.
- Advocacy advertising: volta a promuovere un consenso relativo a tematiche su cui esiste una divergenza di opinioni.
- Pubblicità pubblica: impiegata dallo Stato o dalla Pubblica Amministrazione volta a comunicare informazioni relative ai diritti e ai doveri dei cittadini.
- Propaganda politica: volta a reclamizzare un partito o un'idea politica.

Ovviamente esistono molte altre classificazioni, che non sono necessarie si escludono a vicenda. Si può andare da classificazioni molto generiche, come ad esempio quella in relazione al tipo di medium che veicola la réclame (radio, televisione, cinema, giornali, periodici, affissioni, Internet) fino a classificazioni piuttosto specifiche come ad esempio quelle in relazione al tipo di target (ossia il destinatario).
In Italia la cultura del secondo dopoguerra, che vedeva la réclame come un qualcosa di negativo, ha dato vita ad una forma di pubblicità televisiva paradossalmente molto creativa e unica al mondo: Carosello. Il primo pubblicitario italiano ad essere nominato CEO europeo all'interno di una multinazionale pubblicitaria è stato Paolo Ettorre nel 1994 nella Saatchi & Saatchi.

## Efficacia della pubblicità
Uno dei quesiti di fondo della pubblicità è il seguente: la pubblicità funziona? (ovvero: la pubblicità serve, oppure il mercato funzionerebbe alla stessa identica maniera anche senza di essa?). Per rispondere a questa domanda è necessario innanzitutto stabilire cosa s'intende per pubblicità efficace, e quindi stabilire qual è lo scopo della pubblicità stessa. A titolo illustrativo è utile (e parsimonioso) circoscrivere il ragionamento alla pubblicità commerciale classica.

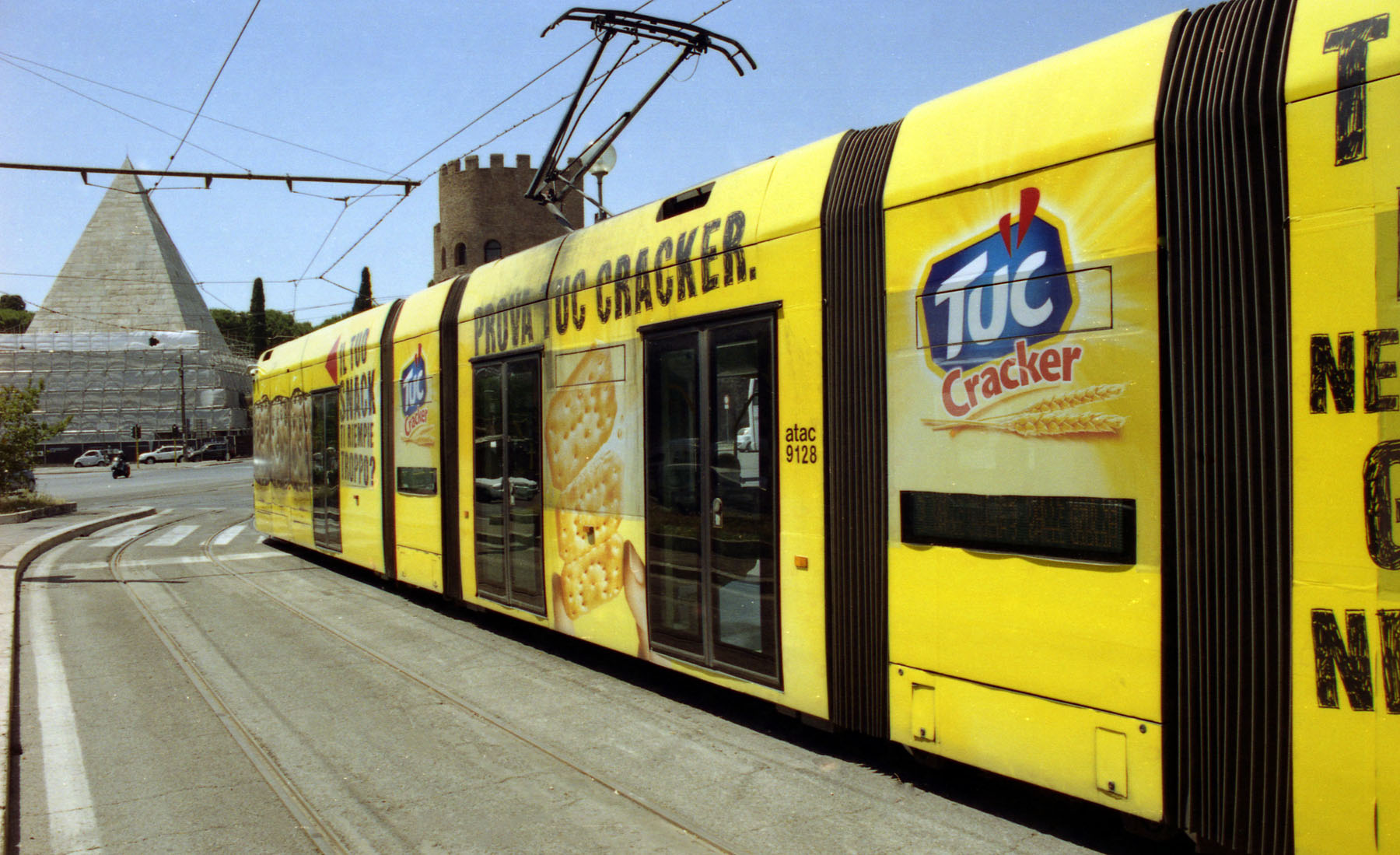
Esempio di wrap advertising ad opera di Tuc su un tram a Roma (2014)

Agli occhi di un utente, ad esempio un'azienda, una pubblicità è efficace se fa guadagnare soldi; perciò lo scopo della pubblicità, il motivo per cui s'investe denaro in uno spot televisivo o altro, è vendere di più il proprio prodotto. Sebbene questa concezione sia legittima, non è corretta:
infatti, tra la messa in circolazione di una réclame e il momento in cui un consumatore finalmente compra il prodotto pubblicizzato, e in alcuni casi e più veloce rispetto al commercio del prodotto che intercorrono talmente tante variabili che non ha senso collegare questi due punti con una semplice freccia.
È pur vero che per una certa categoria di prodotti uno schema così semplice come quello stimolo-risposta («vedi la pubblicità/compri il prodotto») può anche essere appropriato, ma i prodotti in questione sono quasi sempre beni che comportano un minimo investimento economico e soprattutto scarse implicazioni a livello emotivo: sono di solito beni di largo consumo impiegati per le esigenze quotidiane (come l'acqua minerale, la benzina o la carta igienica), e che vengono acquistati quindi con una certa regolarità e che hanno delle alternative altrettanto valide. E in ogni caso le forti associazioni, gli automatismi che si possono instaurare nella mente del consumatore grazie a questo tipo di pubblicità («il livello delle vendite è in funzione della quantità di pubblicità») sono assai fragili e contingenti. Per tutto il resto la questione è assai più complessa.

### Destinatario

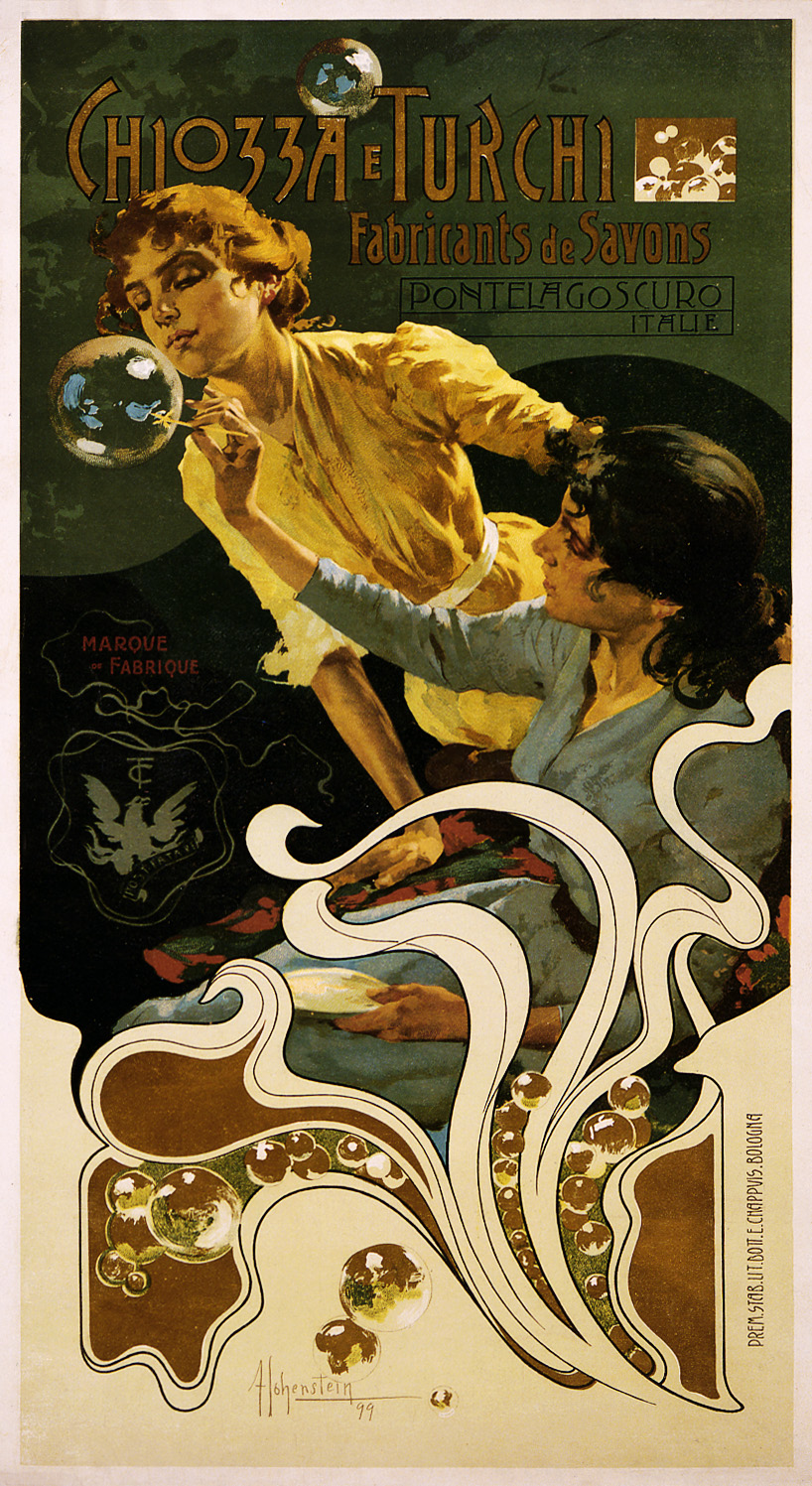
Un manifesto di Adolf Hohenstein del 1899.

Innanzitutto fra lo stimolo e la risposta c'è una persona che pensa, che ha un suo modo di reagire ai tentativi della società. Più in generale che ha una propria personalità e che reagisce alla pubblicità in base ai tratti di tale personalità.

### Mittente
Un altro elemento ad avere un rilievo importante è rappresentato dalla fonte dello stimolo, da chi proviene il messaggio, ovvero il mittente. In particolare, nel caso specifico riguardante la comunicazione pubblicitaria, è possibile ipotizzare tre principali categorie di fonti che possono interferire sul messaggio che comunicano:
- l'Impresa, cioè l'utente che si sta servendo della pubblicità, identificabile a livello di Identità societaria e contemporaneamente o alternativamente a livello di Immagine di marca
- Il Testimonial o l'Influente, cioè un eventuale particolare personaggio che può rendere la comunicazione più veridica e conferirle una coloritura emotiva in virtù di una sua particolare autorevolezza o di una sua specifica competenza.
- Il Medium, cioè il mezzo con il quale viene veicolato l'annuncio, la cui immagine e il cui grado di specializzazione possono avere una loro incidenza sulla capacità di persuasione della pubblicità stessa.

### Medium
Il Medium, ossia il mezzo di comunicazione di massa è importante, tuttavia, non solo per l'aura che riesce a dare alla pubblicità ma anche, e soprattutto:
- per le sue caratteristiche tecniche (quindi per la sua capacità di veicolare o meno certe informazioni);
- per la sua capacità di integrarsi con il contenuto creativo dell'annuncio (in maniera neutra, potenziandolo, oppure ostacolandolo).

Ogni medium ha una sua specificità, diversa da tutti gli altri, ha una propria grammatica e una propria sintassi, ha un modo particolare di attrarre l'attenzione, di articolare il discorso pubblicitario.

### Messaggio

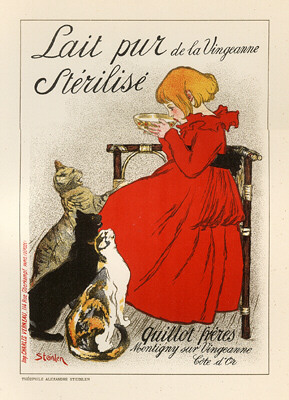
Un manifesto di Théophile Alexandre Steinlen di fine Ottocento.

Ha un rilievo importante il Messaggio che si sta comunicando.
- In generale: a livello di Contenuti (cosa si dice) e Struttura (come lo si dice).
- Più nello specifico:
  - a livello del tipo utilizzato di Codice (che di norma stabilisce i significati denotativi del messaggio) e di Sottocodice (che di norma invece attribuisce i significati connotativi al messaggio), nella misura in cui la pubblicità può essere letta o riletta come sistema di segni secondo una prospettiva Semiotica classica. Di base i codici impiegati in pubblicità sono quello Iconico, quello Linguistico e quello Sonoro, ciascuno con i rispettivi sottocodici.
  - Oppure a livello del tipo di Testo al quale è riconducibile la pubblicità, nella misura in cui la pubblicità può essere invece ridotta a testo, anziché ad un sistema di segni, secondo una prospettiva sempre semiotica ma meno classificatoria e più volta a coglierne il senso, quindi più disposta ad andare in profondità, che prende il nome di Semiotica testuale planare.
  - O ad un altro livello ancora che è quello delle figure retoriche che sono state impiegate. Molte figure retoriche hanno una loro incisività nel rendere persuasiva una pubblicità e non a caso iperboli, antonomasie, metonimie o metafore sono parte integrante del linguaggio pubblicitario.

### Prodotto

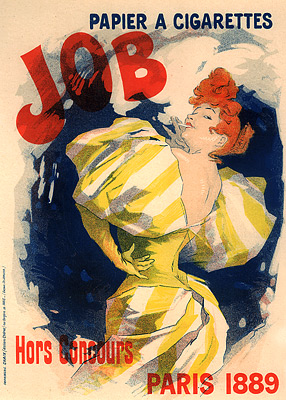
Un manifesto di Jules Chéret del 1889.

È fondamentale poi l'oggetto del messaggio pubblicitario, cioè il Prodotto di cui si sta parlando, sia dal punto di vista del consumatore sia dal punto di vista dell'utente. Quindi:
- Da un lato qual è l'immagine che i consumatori hanno di un dato prodotto (immagine di prodotto), perché non si deve sottovalutare che la comunicazione pubblicitaria è in larghissima parte condizionata dalle caratteristiche del prodotto che promuove e che la sua stessa efficacia è strettamente correlabile con le caratteristiche della categoria dei beni reclamizzati. In particolare ciascun prodotto viene valutato globalmente:[7]
  - sia in base alle proprie caratteristiche Fisiche (ha determinate caratteristiche strutturali o merceologiche, promette determinate prestazioni, ha determinati attributi funzionali);
  - sia in base alle proprie caratteristiche Immateriali (ha determinate caratteristiche psicologiche e socio-culturali).
- Dall'altro lato qual è la strategia di marketing adottata dall'utente, quale posizionamento si vuol fare acquisire al prodotto per mezzo della pubblicità. La comunicazione varierà infatti a seconda:[7]
  - che si stia trattando il lancio di un prodotto nuovo;
  - che si stia trattando l'ampliamento del mercato, l'intensificazione del consumo o il rafforzamento della fedeltà alla marca di un prodotto in fase di espansione
  - o infine che si stia trattando la difesa o il consolidamento delle posizioni già acquisite da un prodotto ormai maturo.

Tutto questo perché il posizionamento è ciò che permette:
- di individuare il tipo di pubblico al quale rivolgersi, cioè il o i target da privilegiare (dal momento che una pubblicità che spera di parlare a tutti finisce quasi sempre col non parlare a nessuno!)
- di definire il plesso di significati e attributi che devono caratterizzare il prodotto agli occhi del target (in questo secondo caso il posizionamento mira infatti alla Costruzione della Rappresentazione Mentale del prodotto o più in generale della marca ovvero mira ad attribuire al prodotto o alla marca caratteristiche uniche, facilmente riconoscibili, persistenti nel tempo, rilevanti per il consumatore).

Questo ovviamente nella migliore delle ipotesi, perché non infrequentemente a complicare le cose c'è il fatto che il posizionamento cambia di continuo o è oscuro, quando non manca del tutto.

### Creatività
Non ultime sono importanti le caratteristiche generali Tecniche e Creative del messaggio pubblicitario, la sua architettura, la sua ingegneria e la sua fattura, quelle che globalmente permettono di dire «questa è una buona pubblicità», sebbene spesso non sia possibile individuare di preciso quali siano i singoli ingredienti e il peso che ciascuno di essi ha.

### Marketing mix

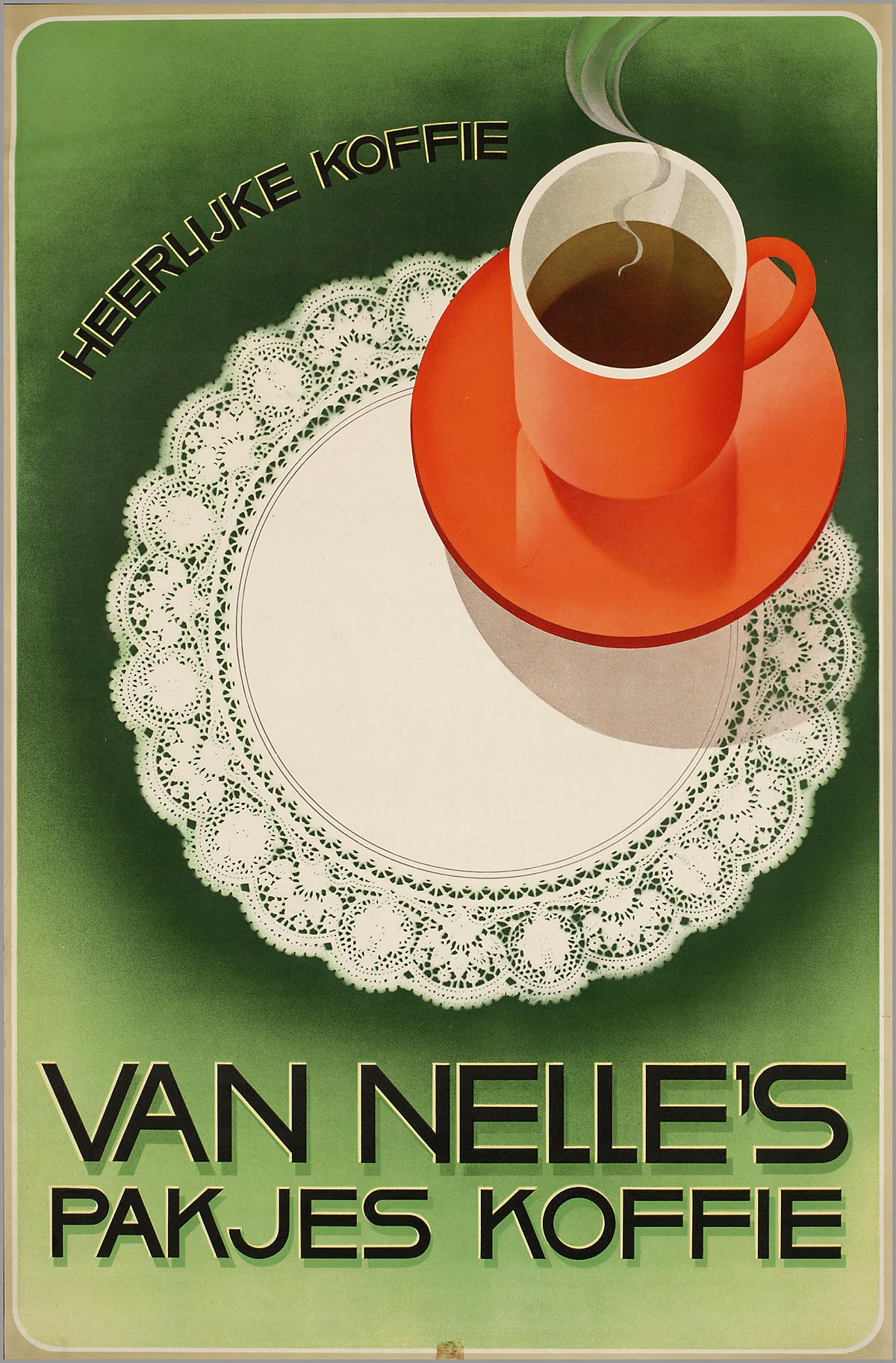
Un manifesto di una ditta olandese di caffè (1930 circa).

Già a questo livello appare evidente come le variabili in gioco siano talmente tante che pretendere che la pubblicità possa determinare in modo meccanico le vendite non è molto realistico. Senza contare poi il fatto che, in ogni caso, la pubblicità non è sola ma fa parte del cosiddetto Marketing Mix, cioè a incidere sul volume delle vendite non vi è solo la réclame. La pubblicità, per quanto valida possa essere, dovrà sempre fare i conti con:
- Prodotto sia a livello della qualità (per un prodotto scadente non c'è campagna pubblicitaria che tenga) e sia a livello dei significati simbolici (cosa vuol dire possedere quel prodotto);
- eventuale Design dell'oggetto, l'Imballaggio che lo confeziona, il Nome con rispettivo Logotipo (e Marchio) stampato sopra;
- Immagine di marca, Corporate image, e Made In image, che sono rispettivamente le immagini della marca del prodotto, dell'industria che produce quella marca, e del paese dove risiede quell'industria;
- Prezzo;
- Distribuzione (è difficile acquistare un prodotto irreperibile o esaurito);
- incidenza che può avere il Punto Vendita a svariati livelli (quanto è simpatico o antipatico il negoziante);
- Promozioni in atto (le offerte 3x2);
- ritorno di immagine dovuto a Sponsorizzazioni;
- Concorrenza (che vende un prodotto identico ma di un altro colore).

### Contesto
Un altro aspetto ancora, fondamentale, è che il consumatore non è (di solito) un anacoreta che vive avulso dal resto del mondo, ma è un individuo che recepisce la pubblicità anche alla luce dei valori o degli orientamenti del gruppo o dei gruppi di cui fa parte o ai quali aspira. Questi influenzano la sua esposizione alla comunicazione, l'interpretazione del messaggio, l'accettazione delle sue conclusioni. E spesso la comunicazione gli perverrà di seconda mano, distorta o potenziata da altri individui e più in generale dal contesto sociale in cui vive. In questo senso due elementi emblematici sono rappresentati:
- da un lato dall'eroe un po' decaduto dell'era pre-televisiva, ovvero l'Opinion leader che ha il duplice ruolo e di funzionare da relais diffondendo e rendendo più autorevoli col proprio avallo quelle comunicazioni alle quali difficilmente gli altri membri del gruppo potrebbero avere accesso, e di operare un controllo selettivo nonché ostacolare la diffusione di quelle informazioni provenienti dai mass media che non si ritengono conformi al sistema di valori e di norme del gruppo;
- dall'altro lato dalla ben più viva e vegeta Comunicazione Interpersonale, ossia i rumor, il passaparola, la notizia che vola veloce di bocca in bocca, che è in grado non solo di trasmettere le informazioni che provengono dai mezzi di massa ma anche e soprattutto di attribuire loro un significato, divenendo di fatto un efficace filtro in grado di ridurre, potenziare o distorcere quanto detto dalla réclame.

### Esterna
Si intende con pubblicità esterna (outdoor advertising o Out-of-home advertising) tutte le forme pubblicitarie presenti all'esterno delle mura domestiche o di un dispositivo elettronico, quindi presenti sul territorio ed interagenti con esso.
La più grande differenziazione è tra:
- pubblicità statica: cartelli pubblicitari, murales, pensiline autobus, cartelli all'interno della metro, delle stazioni ferroviarie, insegne, vetrofanie, etc.
- pubblicità dinamica: pubblicità su autobus, camion vela, taxi.

La normativa di riferimento in Italia è l'art. 23 del Codice della Strada e del suo Regolamento di attuazione per quanto concerne il rilascio delle autorizzazioni da parte degli Enti competenti, a cui tutta è soggetta,
È il DL 507/93 e succ.mod. per quanto riguarda l'imposta sulla pubblicità.

### Altre variabili
Infine ulteriori elementi che possono avere una loro incidenza sull'efficacia della pubblicità sono rappresentati:
- da alcune misure ovvie ma imprescindibili dell'Audience, in primis quante persone sono state esposte a una data pubblicità e quante volte;
- da variabili intervenienti banali, ma neanche poi tanto, che possono compromettere la buona riuscita della comunicazione pubblicitaria a qualsiasi livello, come il Rumore, inteso sia in senso fisico sia in senso semantico: disturbi, interferenze, fraintendimenti, cripticità, ecc.

### Obiettivi della pubblicità:GoodwilleLife Style
(Jaron Lanier)
A questo punto è quindi evidente come le variabili in gioco siano davvero tante e complesse. Pretendere quindi che una pubblicità di per sé riesca a vendere, o per converso a farci comprare, è un po' troppo semplicistico.
- Scopo della pubblicità è piuttosto, secondo una visione più realistica, quello di stimolare una propensione al consumo o prima ancora un'intenzione all'acquisto. Per efficacia si intende quindi la capacità che ha una determinata pubblicità di creare goodwill verso il prodotto (letteralmente: benevolenza, amicizia, simpatia), cioè evocare il desiderio, la convinzione che quel prodotto rappresenti una soluzione valida e desiderabile, anzi la migliore delle soluzioni possibili.[7]

Ma sebbene questo resti l'obiettivo primario non bisogna trascurare però il fatto che nella nostra civiltà la Pubblicità ha assunto anche altre funzioni:
- innanzitutto quella di attribuire, come già accennato, caratteristiche differenziali a Prodotti sempre meno riconoscibili l'uno dall'altro al momento della produzione e quella di valorizzare le Marche rispetto al generale appiattimento delle caratteristiche distintive obiettivamente riscontrabili;
- poi, più ambiziosamente, quella di trasformare i Prodotti e le Marche in segni, cioè riverberare sulla fisicità dei prodotti significati simbolici che vanno ben oltre le caratteristiche materiali.

Ciò è possibile in una società come quella occidentale, dove è stata da tempo superata la fase di soddisfazione dei bisogni primari e il consumo appare progressivamente trasformarsi in comunicazione: la pubblicità sfrutta questo meccanismo essendone sì un effetto, ma divenendone anche al contempo una causa. Gli individui, infatti, ricercano nei beni che acquistano, oltre all'utilità funzionale:
- da un lato, che si può considerare storico, un modo per esprimere uno status sociale al quale si appartiene o al quale si vorrebbe appartenere, ostentare cioè un prestigio sociale;
- da un altro lato, che è invece è un po' più attuale, un modo per esprimere una cultura moderna con la quale si è integrati o con la quale ci si vorrebbe integrare. Si parla in tal caso di consumo di cittadinanza. Gli oggetti rivestono un significato sociale perché comunicano secondo convenzioni universalmente accettate, quindi alla stregua di una lingua, i valori degli individui che li possiedono, il loro life style (letteralmente: stile di vita), forse addirittura la loro reale identità. Il messaggio espresso dal singolo prodotto acquista un significato solo nei rapporti e nelle relazioni che instaura con altri messaggi, con il sistema complessivo della comunicazione degli oggetti. A sua volta il codice generale – la lingua degli oggetti – si articola secondo i codici subculturali dei diversi gruppi di cui si compone il sociale.

## Opposizione alla pubblicità

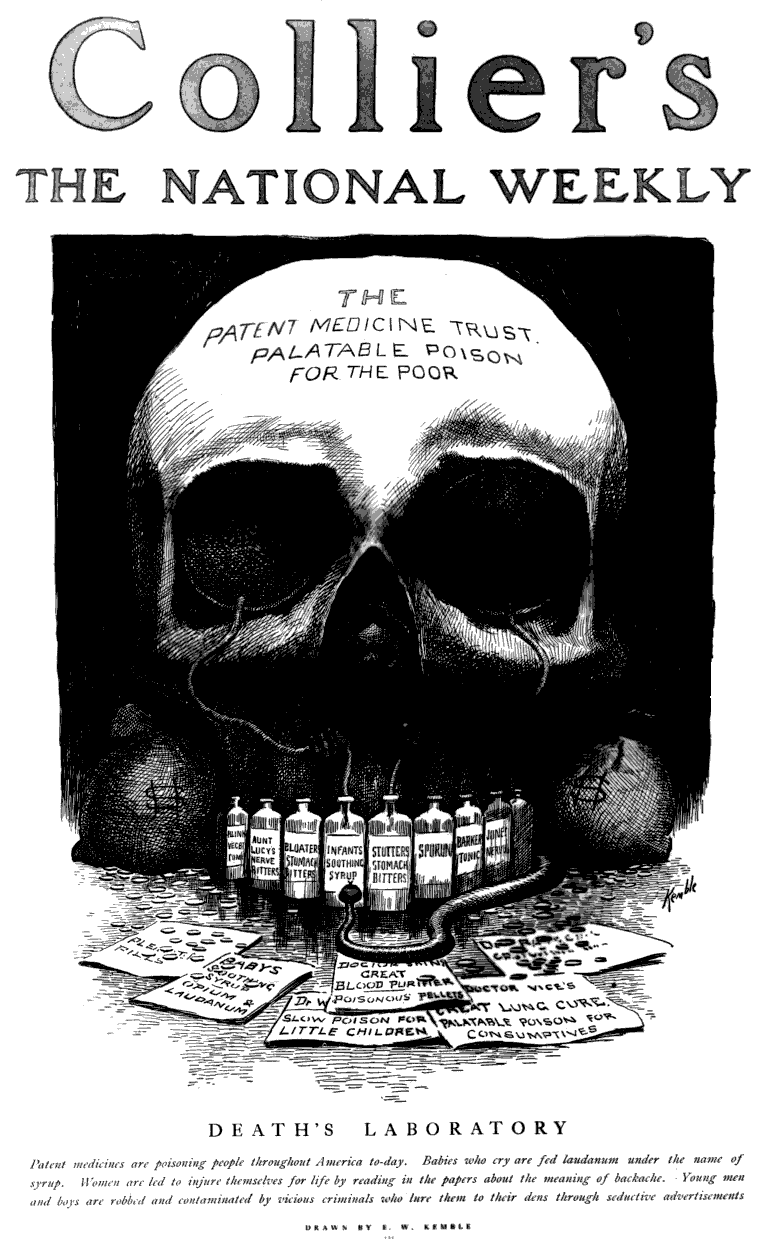
Una copertina del 1906 della rivista americana Collier's Weekly dedicata ai ciarlatani.

È certo un dato di fatto, sotto gli occhi di tutti, che la pubblicità sia onnipresente: si calcola che una persona in una giornata media veda, a seconda delle stime, un qualcosa che oscilla tra i trecento e i tremila annunci. Alcuni individui e movimenti sono contrari all'influenza di questo fenomeno, e militano contro di esso.
 La critica si esercita a tre distinti livelli:
- il contenuto e il contenente
- l'invadenza e gli abusi
- l'essenza stessa del fenomeno Pubblicità

### Critica del contenuto
La pubblicità ha poco tempo per interagire, essa utilizza dunque dei mezzi criticabili per migliorare la propria efficacia. La mancanza di pubblicità può comportare il fallimento dell'attività e quindi la perdita della stabilità finanziaria da parte del titolare.

#### Necessità delcliché
Avendo poco tempo a disposizione per far passare un'idea, la pubblicità utilizza frequentemente preconcetti, stereotipi e cliché tradizionali riconducibili alla pubblicità sessista: bambini in una casa confortevole, la donna in cucina e l'uomo al lavoro. Talvolta accade che essa utilizzi dei contro-ruoli allo scopo di richiamare l'attenzione del consumatore, oppure che cerchi di essere provocatoria, perfino scioccante (come è il caso della Shockvertising ovvero della Yobbo advertising e dei Fear arousing appeals). Ma anche in questi casi essa non cesserebbe di riproporre i propri supporti: la pubblicità cerca di sedurre attraverso un'immagine "politicamente corretta".

#### Appello alle pulsioni elementari

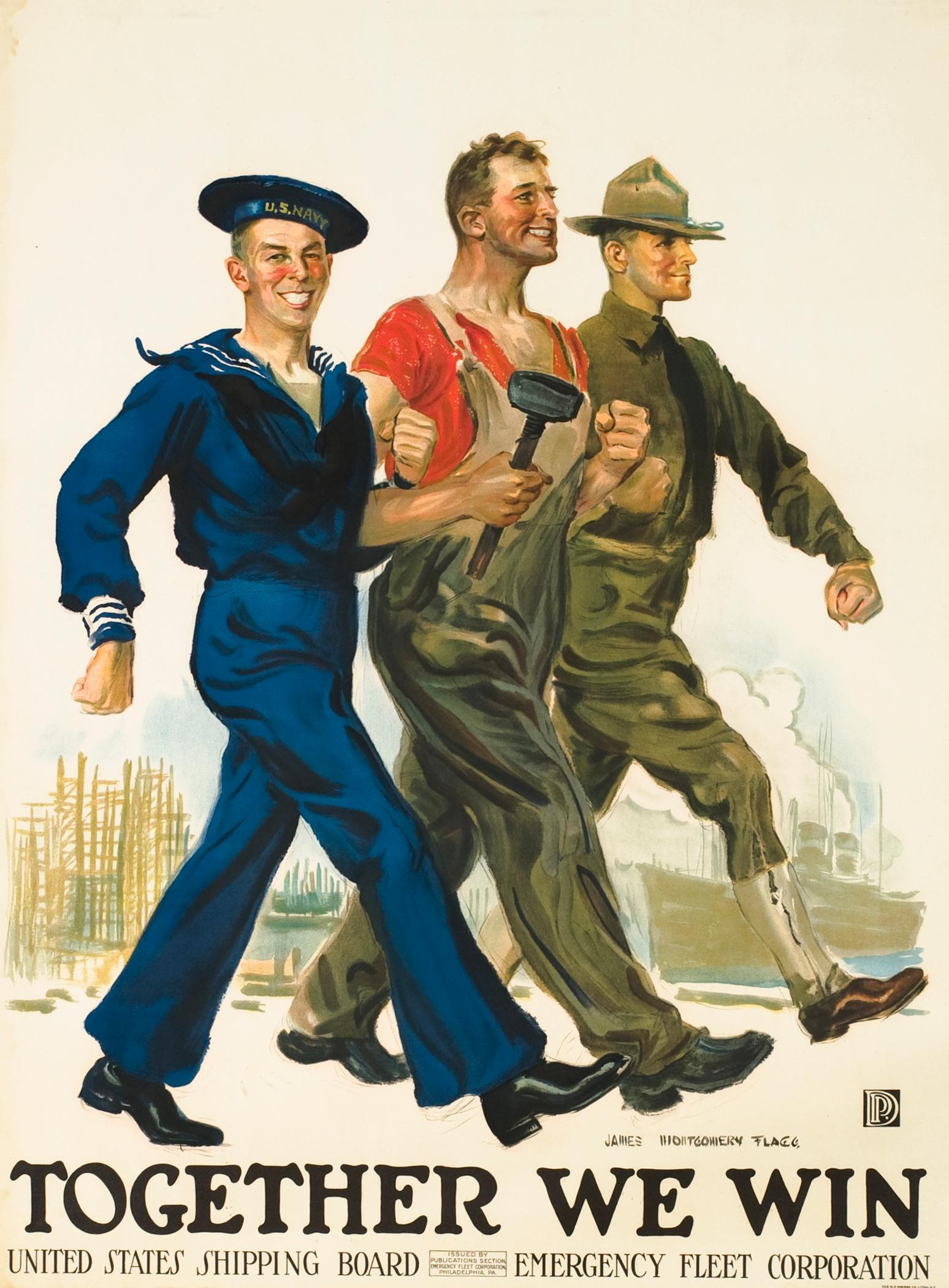
Propaganda americana della Prima Guerra Mondiale (Opera di James Montgomery Flagg).

Cercando di essere efficace, essa utilizza ogni volta che è possibile un richiamo, un appello a sentimenti o istinti forti, saltando la riflessione ragionata. La pubblicità vede dunque un fiorire di offerte piene di pin-up, o di maschi super palestrati. Nel 1947 Georges Bernanos andava oltre in questa visione, affermando che i motori di scelta della pubblicità sono semplicemente i sette peccati capitali, per la ragione che è molto più facile appoggiarsi sui vizi dell'uomo che sui suoi bisogni. Ancora la pubblicità a cui fa riferimento l'autore citato non esisteva ai suoi tempi nella forma attuale. All'epoca consisteva soprattutto in piccoli annunci e réclame.

#### Necessità della novità per la novità
Non è facile farsi notare in mezzo a migliaia di annunci pubblicitari e altri stimoli. La pubblicità dunque cerca di provocare per incidere meglio sulla mente dei propri destinatari.
Il committente desidera spesso esprimere un'immagine di novità e audacia (tecnica o artistica). Una pubblicità spinta utilizzando simboli religiosi o simili, oppure che non esiti a fare uso della violenza, può essere una pubblicità vincente in termini di influenza sul pubblico. D'altra parte secondo alcune ricerche le scariche di adrenalina renderebbero più efficace la memorizzazione.
Si comprende dunque perché, tra stereotipi, sesso e violenza, la pubblicità sia criticata, e anche, talvolta, condannata civilmente.

#### Deformazione dello spirito critico

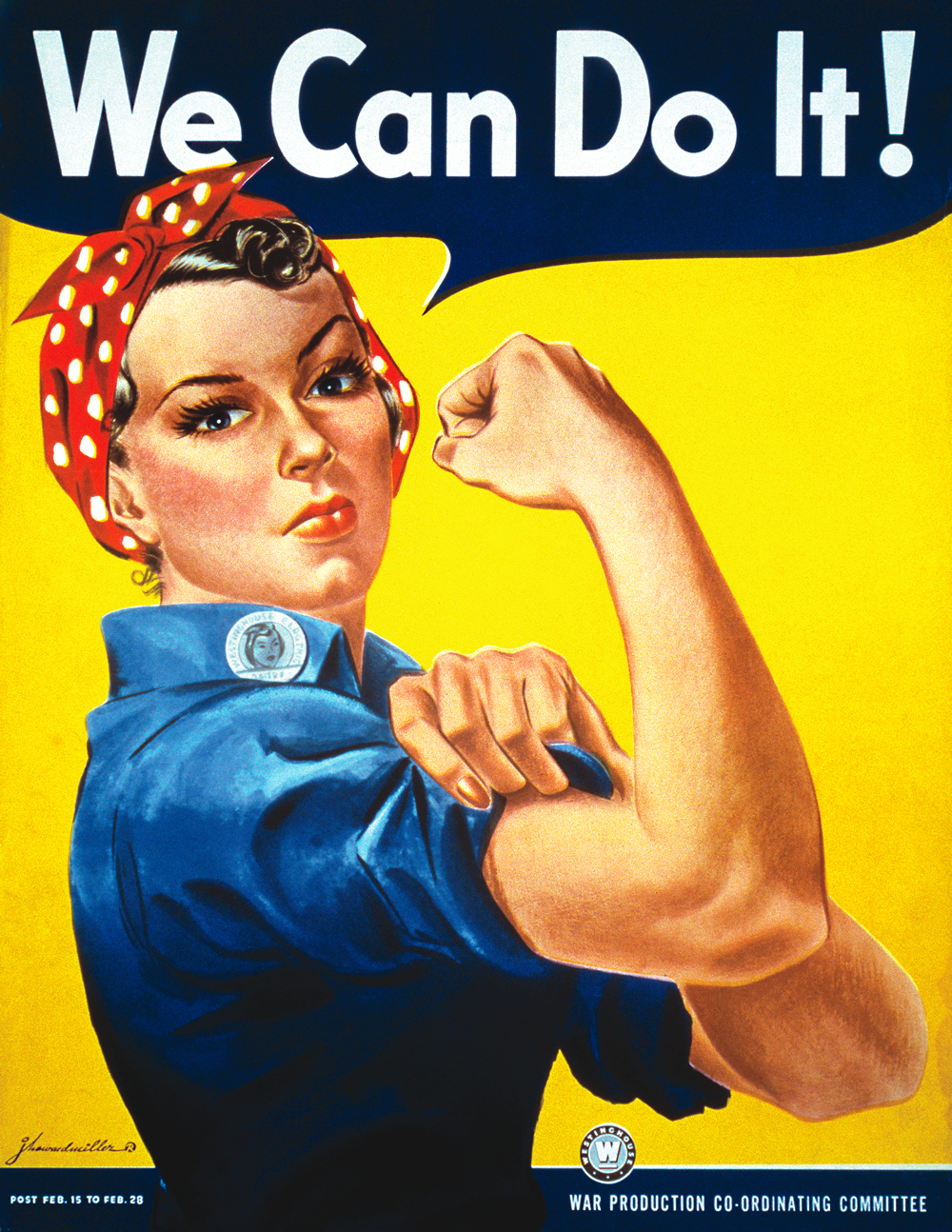
"Rosie la Rivettatrice". Manifesto pubblicitario della seconda guerra mondiale che invitava le donne a prendere il posto di lavoro degli uomini partiti per il fronte: «Possiamo farlo!» (Opera di J. Howard Miller).

La pubblicità, per definizione, insiste sulle qualità di un prodotto, senza sottolinearne i difetti.
Il pubblico sa generalmente che la pubblicità è una forma di menzogna (anche solo per il fatto di quanto omette di informazione):
- sia perché è sicuro delle scelte che sa di poter fare da solo
- sia perché può ignorarla
- sia perché può considerarla una forma di spettacolo

Emblematico il caso del latte in polvere per neonati, che aveva indotto attraverso la propaganda a far rinunciare all'allattamento al seno le madri per diversi anni, per porre fine a questa pericolosa manipolazione diversi Stati, compresa l'Italia, hanno vietato la pubblicità del latte per bebè.

#### Manipolazione dell'inconscio
Circa un secolo fa Edward Bernays nipote di Freud, spin doctor e pubblicitario, ammetteva nel suo libro "Propaganda": «coloro che hanno in mano questo meccanismo [...] costituiscono [...] il vero potere esecutivo del paese. Noi siamo dominati, la nostra mente plasmata, i nostri gusti formati, le nostre idee suggerite, da gente di cui non abbiamo mai sentito parlare. [...] Sono loro che manovrano i fili...».
Bernays non si riferiva soltanto alla propaganda politica, bensì anche alla pubblicità commerciale, i cui strumenti sono gli stessi: la sua campagna per la American Tobacco Company negli anni venti, per incitare le donne a fumare, consistette per esempio nell'associare visivamente in maniera costante la sigaretta e i diritti o la libertà della donna. Questa campagna fece aumentare le vendite a tal punto che la società Philip Morris riprese più tardi questa idea per gli uomini, e lanciò il famoso cow-boy Marlboro.

### Gli abusi
(David Ogilvy, Confessioni di un pubblicitario, pag.184)
Come ogni attività, la pubblicità è sottoposta ad una regolamentazione e ad una deontologia molto varia a seconda dei Paesi.
Nessuna regolamentazione protegge ancora il consumatore dal martellamento di un singolo messaggio ripetuto parecchie dozzine di volte in una settimana. Eppure la ripetizione a questo ritmo di messaggi monotoni e uguali aprirebbe il diritto a una querela per "assillamento", reato riconosciuto e sanzionato.
Alcuni organi pubblici o privati si incaricano di fare rispettare le regole (ogni paese ha le proprie). Esistono anche organi di etichettamento (ad esempio, per la connotazione di pubblicità adatta a tutti), organi di controllo (nei paesi "liberi" questo controllo si esercita a posteriori, per non assumere la forma di censura), e anche i tribunali possono essere investiti di questo compito. Questo controllo si esercita sul contenuto (ad esempio non troppa pornografia come nel caso della pubblicità erotica o non troppa violenza come nel caso della shockvertising) o sulla forma (distinzione chiara tra ciò che è espresso come puro messaggio pubblicità promozionale e il contenuto con sottintesi informativi, ludici o altro, come nel caso della pubblicità ingannevole). Possono ugualmente esistere regolamentazioni riguardanti certi mezzi di trasmissione di pubblicità (come ad esempio i poster pubblicitari stradali vietati ad esempio in Trentino-Alto Adige e in Spagna).
Succede anche che le regole non siano applicate affatto, e che le autorità preposte al controllo non diano prova di un grande zelo per porvi rimedio. In Francia esistono associazioni come Paysages de France che cercano di limitare l'estensione della pubblicità oltre i limiti permessi dalla legge, attuando questa difesa dagli abusi sia un gruppo di pressione presso le autorità, sia passando direttamente alle vie legali.
Comportamenti quali l'ascolto attivo (Active Listening) dove gli annunci pubblicitari vengono personalizzati tramite l'ascolto di parole chiavi durante l'ascolto in sottofondo sono stati dichiarati in uso da parte di alcuni fornitori di servizi, quali Cox Media Group.

### Critiche

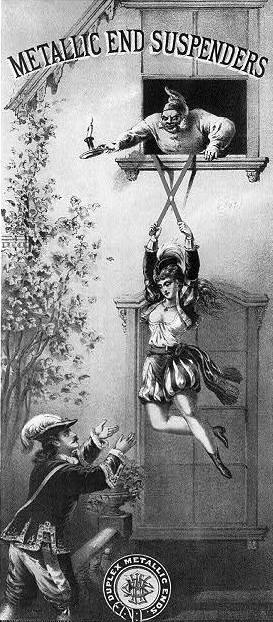
Un annuncio pubblicitario del 1874.

Alcuni movimenti (raggruppati in Francia sotto il termine di Antipub) considerano la pubblicità nefasta di per sé, al di là delle critiche ai contenuti:
- La pubblicità distrarrebbe in senso pascaliano, cioè essa farebbe perdere di vista cose più importanti.
- Martellando con messaggi su soggetti di minore importanza, essa porta inconsciamente a percepire come minori i soggetti che non sono esposti (Kurt Vonnegut).
- Essa farebbe parte di un sistema economico vizioso, erigendo a norma sociale il consumo di beni inutili, perfino pericolosi, e i comportamenti compulsivi e sedentari nocivi in generale per la salute fisica e mentale (che dovrebbero poi essere presi in carico da nuovi prodotti o dai servizi sociali).
- La pubblicità cercherebbe di manipolare lo spirito di chi la guarda o ascolta. Il disegnatore satirico Bernhard Willem Holtrop usa l'espressione "colonizzare il nostro cervello". Questo argomento è in particolar modo diretto contro le campagne di imposizione dei marchi, il cui scopo è incidere il nome di un marchio nello spirito del consumatore, piuttosto che descrivere le qualità del prodotto. Di fatto, è stabilito che una casalinga di meno di cinquanta anni può tenere a mente solamente tre marche di detersivi. Per un produttore di detersivi è vitale far parte dei tre.
- La pubblicità contribuirebbe a ridurre l'importanza dei lettori per i media. I media sono principalmente finanziati dalla pubblicità, a scapito crescente del contributo dei lettori, degli ascoltatori o degli spettatori. Questa posizione sottomette i media agli inserzionisti, sottraendoli alla critica, sul principio che "non si morde la mano che ti procura il cibo". Certi "media" confessano e riconoscono di fare, della collocazione di spazi pubblicitari, il cuore della loro attività. È così che Patrick Le Lay, ex-direttore generale di TF1, ha affermato «Quello che noi vendiamo a Coca-Cola, è parte del tempo del cervello umano disponibile».[27]
- La pubblicità darebbe vantaggio al committente piuttosto che al consumatore: il consumatore riceverebbe passivamente un'informazione distorta (la pubblicità), che può solleticare i suoi gusti e i suoi interessi, ma che lo fa in funzione degli interessi del committente, dopo che, grazie a sondaggi e studi di mercato (o per sua esperienza), il venditore detiene un'informazione chiara e oggettiva sul comportamento del consumatore, dei suoi desideri, dei suoi criteri di scelta, eccetera. Nessuna pubblicità passerà un messaggio di educazione civica, perché rischierebbe di perdere d'efficacia (quando dei ragazzi aprono una confezione di cioccolata, non li si vede mai, per esempio, gettare la carta in una pattumiera). Questo comportamento si trasmette nella quotidianità delle azioni, spesso all'insaputa degli interessati, visto che la pubblicità vende indirettamente uno stile di vita.
- Molte pubblicità (alcune in seguito censurate[28][29]) diseducherebbero i cittadini portandoli a comportamenti come:  - consumare senza limiti perché ad esempio approfittando di un'offerta un certo servizio costa poco (acqua, gas, luce...)  - alimentazione non sana[30][31][32]  - discriminazione di etnie, religioni, gusti sessuali e donne[33][34]  - guida pericolosa[35]  - gioco d'azzardo patologico[36]  - violenza.[37]

Paradossalmente, talvolta, allo scopo di far passare il loro messaggio anti-pubblicitario, questi movimenti utilizzano metodi pubblicitari classici: uso di stereotipi e slogan, affissioni, mobilitazione su internet (pubblicità "virale"), propositi e azioni provocatorie miranti a ottenere visibilità sui media (a volte offerta gratuitamente da giornalisti per diversi motivi) eccetera. Appare dunque che il loro bersaglio non è la pubblicità in senso ampio (la propaganda), di cui essi si servono senza complessi, ma solamente la pubblicità in senso stretto (commerciale e privata). Ciò può implicare in alcuni casi una tolleranza per la propaganda non commerciale o comunque controllata da un'entità a loro conveniente.
Questi movimenti sono seguiti con un certo interesse dalle stesse agenzie pubblicitarie, sempre pronte a recuperare tutto quanto permetta di veicolare un'immagine di "frode" e di libertà. Si sono quindi visti apparire manifesti pubblicitari ripieni di falsi graffiti antipub, con lo scopo di sollecitare l'attenzione.
La critica secondo la quale la pubblicità provoca poco a poco modifiche irrazionali della visione del mondo vede opporsi la critica inversa: modificare la visione spettatrice è ugualmente l'ambizione normale di ogni artista. Ma, come è molto spesso ripetuto agli studenti nelle scuole di pubblicità, e che spesso dimenticano, la pubblicità non è un'arte, e il pubblicitario non è un artista.

### Pubblicità e bambini
I bambini a causa della loro intrinseca mancanza di malizia e di spirito critico, della loro emotività fragile e turbolenta, del loro intelletto in formazione, rappresentano una fascia di popolazione debole e particolarmente vulnerabile alla pubblicità.
Target privilegiato dalle imprese il marketing infantile fidelizzando futuri consumatori o comunque soggetti economici mediatori dei consumi famigliari attuali, a partire dall’opera specialistica di James U. McNeal professore di marketing alla Texas University, dagli anni 60 ha avuto un incremento costante e pervasivo, dal quale sono sorte importanti ripercussioni problematiche sui bambini che hanno portato alla formulazione di alcune specifiche normative restrittive del settore.
Lo stesso McNeal intervistato da Joel Bakan riconosce che i problemi sorgono quando la volontà degli addetti al marketing rivolto ai bambini è di descrivere come “divertente” qualunque cosa possa stimolare o convincere il bambino a desiderare o guardare qualcosa indipendentemente da cosa sia salutare od appropriato per loro: «Cose che fanno male, pessimi valori e cattive idee vengono vendute ai ragazzini come divertenti» «Troppi bambini ingrassano, si ammalano, non studiano abbastanza,non dormono a sufficienza e in generale, mettono se stessi in pericolo attraverso un consumismo eccessivo».
Il genio creativo di marketing virale Alex Buguscky, nominato tra l’altro Interactive Agency of the Year 2010, sorprese tutti i clienti con un feroce manifesto contro il marketing rivolto ai bambini definendolo “una pratica distruttiva” priva di “valori positivi”, in quanto: <<incapaci di proteggersi e difendersi da un messaggio che non ha probabilmente a cuore i loro interessi>>.
Il guru del marketing Martin Lindstrom, nel suo libro '’Brandchild’’ dice: <<Insomma è triste ammettere che, nonostante questa sia la generazione più ricca che abbia mai calpestato il pianeta, è senz’altro la più insicura e depressa. E la fede dei bambini è tutta investita nel potere del marchio>>.
La comprensione dell’intento persuasivo di un messaggio pubblicitario è un processo che richiede un’alta consapevolezza che viene raggiunta passando per diversi gradi successivi con l’avanzare dell’età, ad esempio l’abilità di riconoscere l’intento di vendere non è pienamente raggiunto neanche dai bambini di 11 anni.
In Italia normative di tutela dei bambini dalla pubblicità sono attive dall’Autorità Garante per l’Infanzia e l’Adolescenza AGIA, che si avvale per il controllo di un settore così diffuso e pervasivo soprattutto dai moderni dispositivi mobili, delle segnalazioni dei singoli cittadini. Il Codice di Autodisciplina della pubblicità italiana recita all’articolo 11, Bambini e adolescenti:
"Una cura particolare deve essere posta nei messaggi che si rivolgono ai bambini, intesi come minori fino a 12 anni, e agli adolescenti o che possono essere da loro ricevuti. Questi messaggi non devono contenere nulla che possa danneggiarli psichicamente, moralmente o fisicamente e non devono inoltre abusare della loro naturale credulità o mancanza di esperienza, o del loro senso di lealtà. In particolare questa comunicazione commerciale non deve indurre a:
- violare norme di comportamento sociale generalmente accettate;
- compiere azioni o esporsi a situazioni pericolose;
- ritenere che il mancato possesso del prodotto oggetto della comunicazione significhi inferiorità, oppure mancato assolvimento dei loro compiti da parte dei genitori;
- sminuire il ruolo dei genitori e di altri educatori nel fornire valide indicazioni dietetiche;
- adottare l’abitudine a comportamenti alimentari non equilibrati, o trascurare l’esigenza di seguire uno stile di vita sano.

La comunicazione commerciale non deve contenere un’esortazione diretta ai bambini affinché acquistino o sollecitino altre persone ad acquistare il prodotto pubblicizzato.
L’impiego di bambini e adolescenti nella comunicazione deve evitare ogni abuso dei naturali sentimenti degli adulti per i più giovani.
Sono vietate rappresentazioni di comportamenti o di atteggiamenti improntati alla sessualizzazione dei bambini, o dei soggetti che appaiano tali."

### Pubblicità nelle scuole
Il valore aggiunto della scuola per il marketing infantile è enorme poiché nell’immaginario infantile e non solo, essa incarna i principi di onestà, cultura e formazione. I messaggi con cui i bambini vengono a contatto all’interno dell’edificio scolastico sono considerati particolarmente autorevoli, sicuri e degni di fiducia.

### Bambini usati nella pubblicità
Un altro aspetto etico dibattuto è l’utilizzo di attori bambini nelle pubblicità.

## Potere della pubblicità

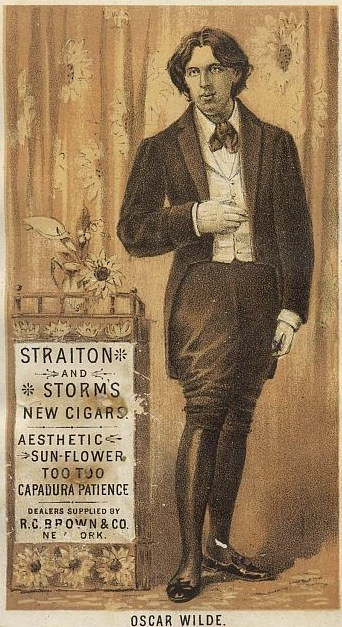
Oscar Wilde testimonial per una pubblicità del 1882.

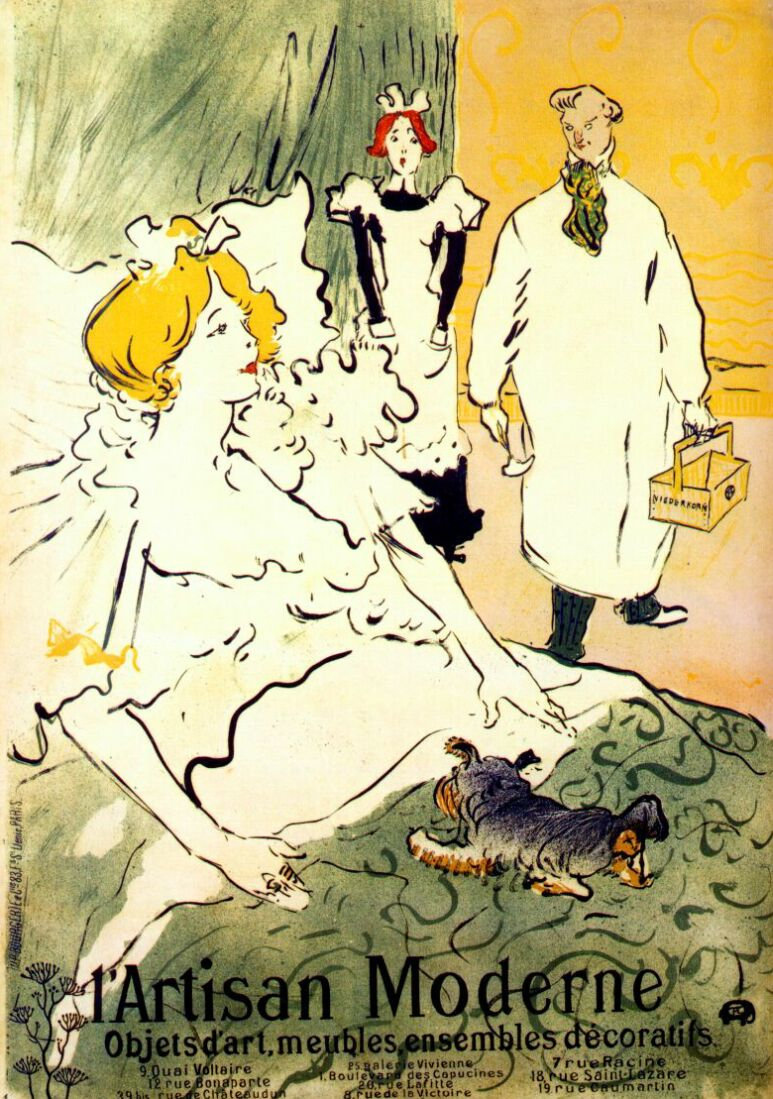
Un manifesto di Henri de Toulouse-Lautrec del 1894.

### Teoria forte
Secondo la "Teoria Forte della Pubblicità" sia oppositori sia sostenitori sarebbero convinti della grande potenza persuasiva della pubblicità stessa. La pubblicità infatti:
- influisce in modo incisivo sugli atteggiamenti e sui comportamenti dei consumatori
- riesce a manipolare, senza che il consumatore ne sia consapevole, la sua volontà
- considera il consumatore passivo e sostanzialmente stupido
- è in grado di incidere sia sulle vendite di singole marche sia sulla vendita di interi settori merceologici
- si ispira a una strategia d'attacco per essere più efficace

Ebbene, sulla base di molti studi sui rapporti tra pubblicità e vendite si può affermare che è lecito avere dei seri dubbi sui principali assunti di questa teoria, perché:
- la maggior parte dei prodotti nuovi lanciati sul mercato non ha successo, nonostante il forte appoggio della pubblicità
- le vendite attribuibili direttamente alla pubblicità sono spesso modeste
- nel settore dei beni di largo consumo, gli acquisti vengono effettuati con sorprendente regolarità e prevedibilità
- il consumatore tende a costruirsi una sorta di repertorio di marche relativamente stabile, al quale attinge di volta in volta con larga discrezionalità
- per la maggior parte dei beni di consumo difficilmente le vendite aumentano più del 1% o 2% all'anno

### Teoria debole
Alla luce di queste considerazioni è allora forse più plausibile una teoria che ridimensiona, e non poco, il potere della réclame: si parla infatti di "Teoria Debole" o "Teoria degli Effetti Limitati della Pubblicità" secondo la quale, invece, la pubblicità aumenta le conoscenze del consumatore, anche se questo tende prevalentemente ad esporsi alla pubblicità dei prodotti che già acquista, poiché la pubblicità:
- non è in grado di convertire le convinzioni né di vincere le resistenze dei consumatori
- è più efficace quando viene impiegata per funzioni di rinforzo che non di allargamento del mercato
- è destinata programmaticamente all'insuccesso allorché tenta di andare controcorrente rispetto ai valori e alle convinzioni radicate nel target a cui si rivolge (il cosiddetto effetto Boomerang)
- i consumatori saranno anche passivi, ma per niente stupidi

O come sintetizzato da Jacques Séguéla: «la pubblicità non sceglie per nessuno, permette solo di scegliere meglio».

A ciò si può aggiungere la seguente constatazione: nel tempo, al crescere degli investimenti pubblicitari, rimangono costanti sia i soldi spesi in prodotti, sia i tipi di prodotti acquistati dai consumatori: quello che invece varia è la marca di quei prodotti.

## Aspetti legali del fenomeno pubblicitario

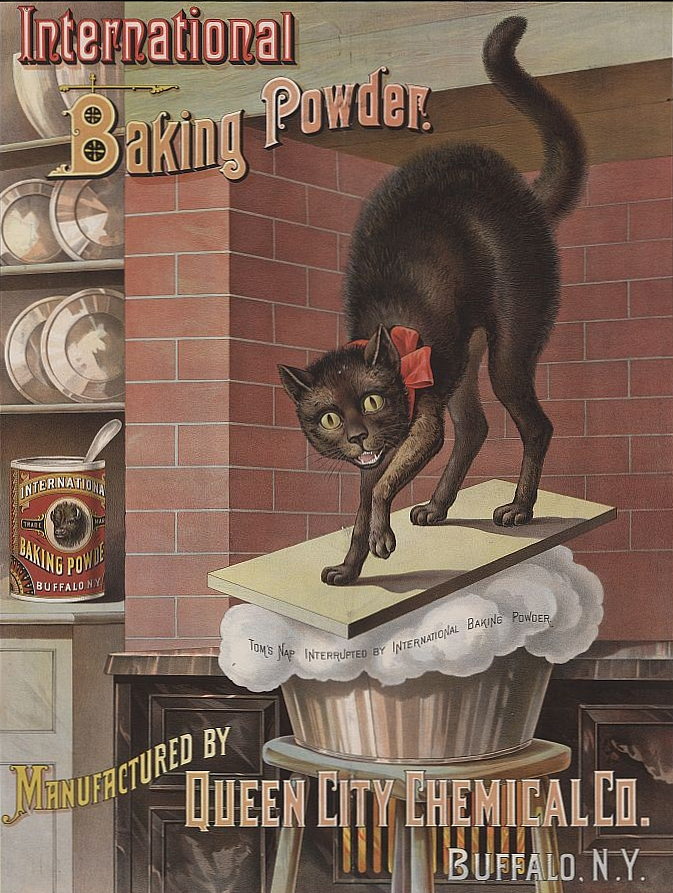
Un annuncio pubblicitario del 1885.

Il decreto legislativo n. 74 del 1992 all'articolo 2, lett. a) definisce la pubblicità come: «qualsiasi forma di messaggio che sia diffuso, in qualsiasi modo, nell'esercizio di un'attività commerciale, industriale, artigianale o professionale allo scopo di promuovere la vendita di beni mobili o immobili, la costituzione o il trasferimento di diritti ed obblighi su di essi oppure la prestazione di opere e servizi».

Il diritto comunitario offre un'altra definizione: la Direttiva 89/522/CEE stabilisce che «ogni forma di messaggio televisivo trasmesso dietro compenso o pagamento analogo da un'impresa pubblica o privata nell'ambito di un'attività commerciale [...] allo scopo di promuovere la fornitura, dietro compenso, di beni o di servizi, compresi i beni immobili, i diritti e le obbligazioni».
Il Decreto Legislativo n. 177 del 31 luglio 2005 fissa i limiti di affollamento degli spot pubblicitari nelle emittenti radiotelevisive.
L'elemento chiave delle definizioni legislative della pubblicità esaminate, dunque, è costituito dalla finalità promozionale di questa tipologia di comunicazione ed è disgiunto dal mezzo attraverso il quale essa viene diffusa, essendo rilevante soltanto il collegamento funzionale con l'esercizio di un'attività imprenditoriale, commerciale, artigianale o professionale. Ci troviamo in presenza di pubblicità, dunque, quando - sotto il profilo oggettivo - la comunicazione è finalizzata a stimolare la domanda di beni o servizi e - sotto il profilo soggettivo - quando la comunicazione è diffusa nell'esercizio di un'attività commerciale, industriale, artigianale o professionale.
Il problema centrale nell'analisi giuridica del fenomeno pubblicitario è stabilire se la pubblicità, in quanto comunicazione avente natura promozionale, possa beneficiare delle garanzie previste dall'articolo 21 della Costituzione per la libertà di espressione o meno.

La presenza di numerosi interventi legislativi che pongono limiti alla comunicazione pubblicitaria molto più stringenti di quelli previsti per la comunicazione di tipo informativo o letterario, conferma il fatto che il legislatore ritiene che il fenomeno pubblicitario non possa godere di una protezione costituzionale ampia come quella accordata a questi altri tipi di comunicazione.

## Autodisciplina pubblicitaria
Al fine di evitare quegli abusi che screditerebbero la pubblicità, legittimando le critiche mosse contro di essa, gli operatori del settore hanno ritenuto opportuno dotarsi preventivamente di un apparato di autodisciplina costituito da regole che pongono dei limiti all'attività pubblicitaria e da organi incaricati di far rispettare queste regole.
Nel 1911 nacquero negli Stati Uniti dei comitati per impedire gli abusi in pubblicità. Da questi comitati si sono sviluppati i Better Business Bureaus, 106 fra U.S.A. e Canada, gli attuali organi di autodisciplina commerciale nordamericana.
In Gran Bretagna le organizzazioni pubblicitarie formarono un primo comitato nel 1928. Nel 1947 emanarono il primo Code of advertising practice e nel 1962 fondarono la Advertising Standards Authority.
Intanto, nel 1937 la Camera di Commercio Internazionale aveva elaborato un "Codice delle pratiche leali in materia di pubblicità".
In Italia l'UPA varò un primo "Codice morale della pubblicità" nel 1951; il secondo fu emanato dalla Federazione italiana della pubblicità nel 1952. Finalmente nel 1966 tutte le associazioni del settore elaborarono insieme il "Codice di autodisciplina pubblicitaria", la cui applicazione è curata dall'Istituto dell'Autodisciplina Pubblicitaria.

## Il Museo della Pubblicità
In Francia, nella capitale Parigi, esiste un museo dedicato alla pubblicità e situato nell'ala sinistra del Louvre, con accesso da Rue de Rivoli. Il Musée de la Publicité è stato istituito nel 1990 ed ingloba il fondo del precedente Musée de l’Affiche, quest'ultimo istituito nel 1978.
In Inghilterra, a Londra, si trova Museum of Brands, Packaging & Advertising, fondato da Robert Opie nel 2005. La collezione del museo offre un viaggio nella storia del consumo, presentando le confezioni in stile déco degli anni ’30, l'imballaggio artistico dell’epoca del boom economico, i vari souvenir realizzati in occasione dei matrimoni reali, ecc.
In Italia, il Museo della Pubblicità è costituito dal Castello di Rivoli in Piemonte. Fondato nel 2002, il museo invita ad esplorare il fenomeno pubblicità con particolare attenzione ai linguaggi artistico-espressivi e le varie strategie comunicative dell'impresa. La sua collezione raccoglie oltre 2000 manifesti e bozzetti originali, dagli anni ’30 agli anni ’80, donate della famiglia di Dino Villani, di Severo Pozzati (in arte Sepo), di Nico Endel. Sono esposti i lavori di grandi artisti quali Dudovich, Cassandre, Testa, Boccasile e manifesti dell'Enit (l’Ente Nazionale Italiano per il Turismo). Il materiale audiovisivo comprende i celebri Caroselli divenuti testimonianza del costume italiano, spot televisivi e la raccolta completa dei film pubblicitari premiati ai Festival di Cannes e Venezia dal 1954.

## Agenzia pubblicitaria
L'organizzazione professionale (impresa) che fornisce servizi per lo studio, la progettazione e la realizzazione della pubblicità (o più in generale di una campagna pubblicitaria) è solitamente l'Agenzia pubblicitaria. Tale agenzia è costituita da vari reparti, ciascuno con funzioni ben specifiche. A sua volta ognuno di questi reparti è caratterizzato da determinate figure professionali.
Un'altra tipologia di organizzazione del settore (spesso confusa con l'agenzia) è il Centro Media.
Si rimanda alla voce dedicata per una descrizione esaustiva della struttura e del funzionamento dei tue tipi di impresa.

## Premi della pubblicità
Nell'ambito della pubblicità esistono varie manifestazioni che assegnano premi relativi a varie categorie. I due più importanti sono:
- Grand Prix di Cannes - festival internazionale della pubblicità cinematografica e televisiva che si svolge in Francia, nella città di Cannes, dal 1954 (ma la sua versione attuale ha inizio a partire dal 1976);
- Clio Awards - festival e premio della pubblicità che si svolge negli Stati Uniti d'America, nella città di New York, dal 1959.

## Ricerca e Pubblicazioni sulla pubblicità

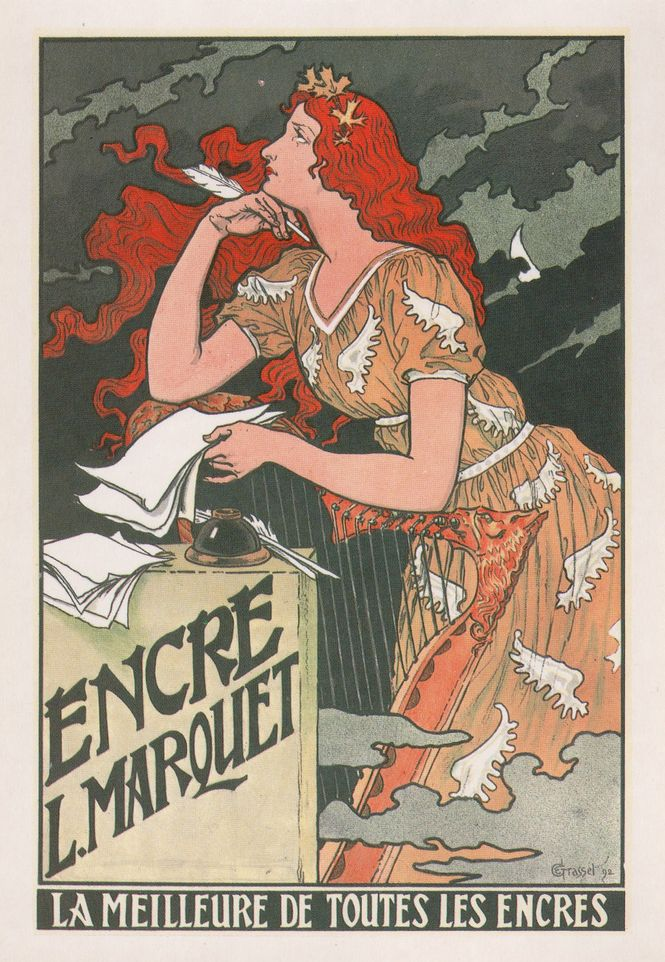
Un manifesto di Eugène Grasset del 1892.

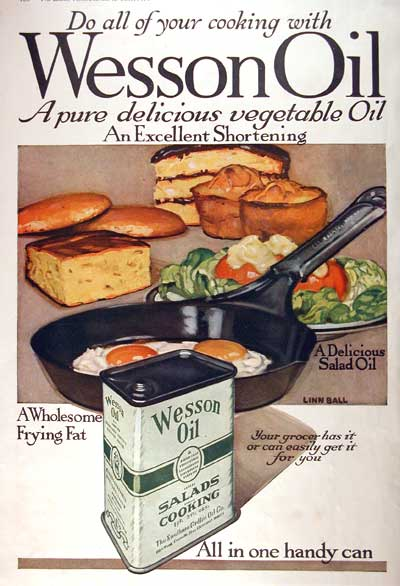
Un annuncio pubblicitario del 1918.

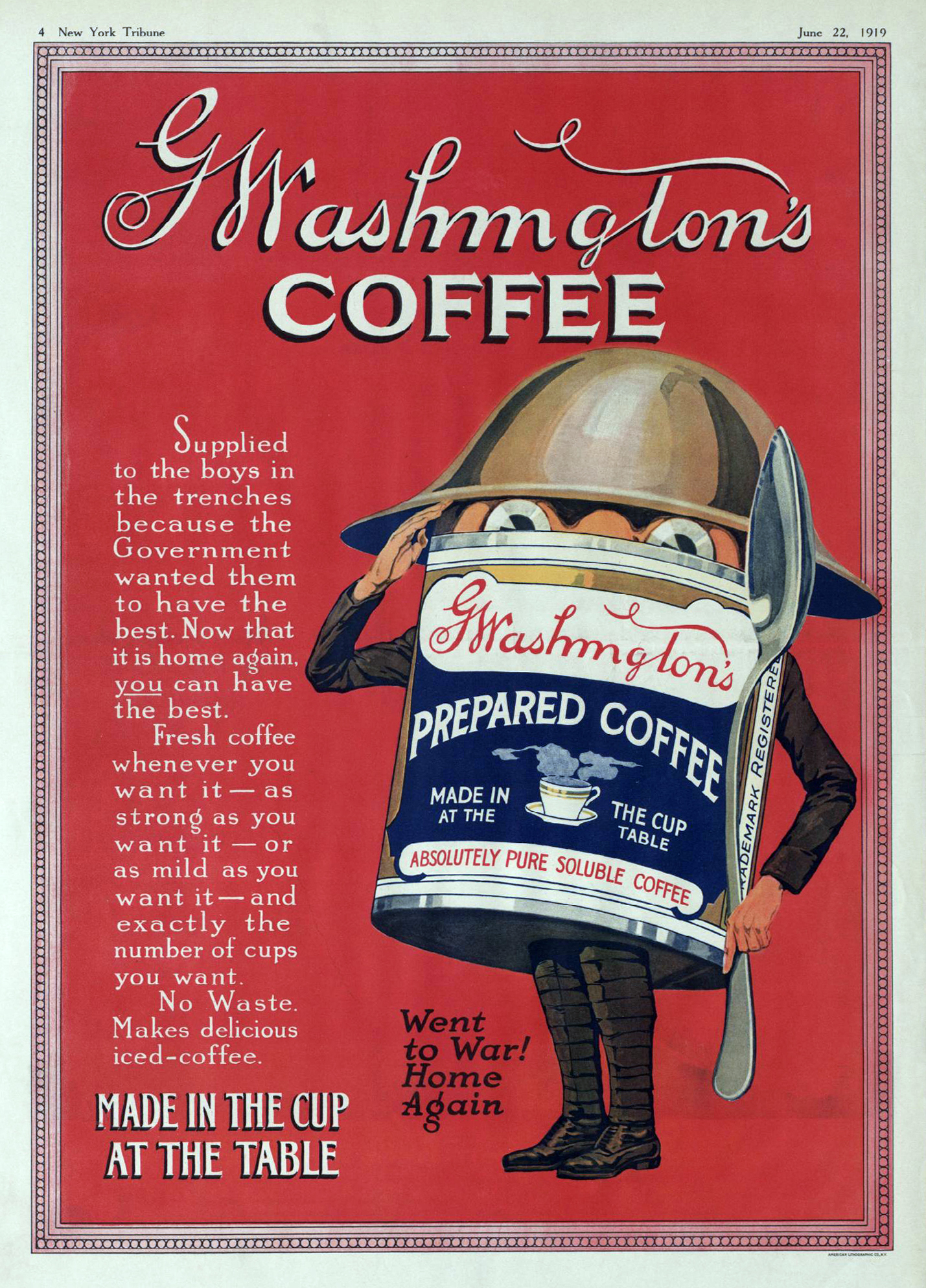
Un annuncio pubblicitario del 1919.

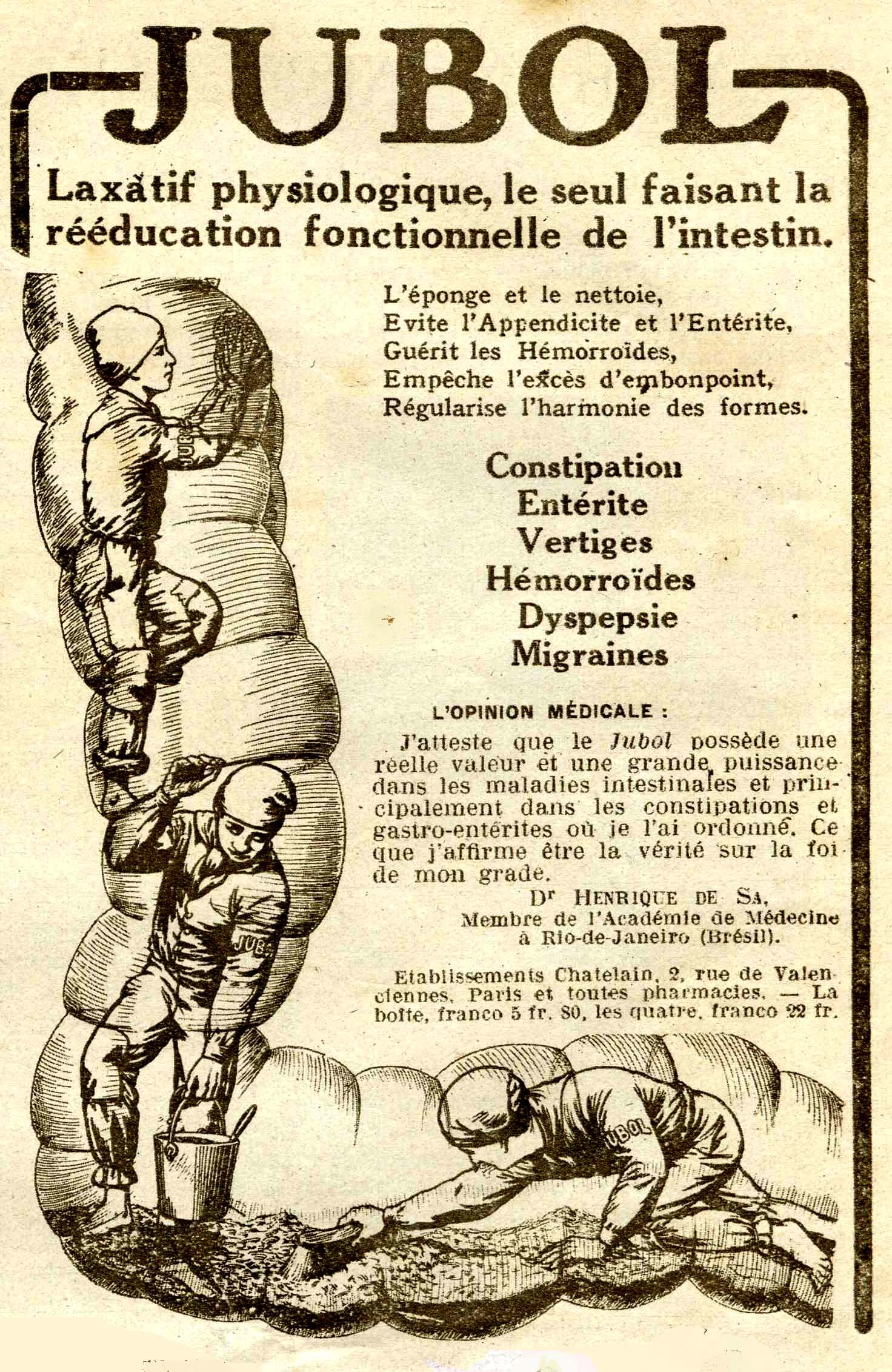
Un annuncio pubblicitario degli anni dieci.

Va innanzitutto chiarito che, paradossalmente, per quanto la pubblicità sia una forma di comunicazione ideata dagli esseri umani e largamente impiegata da molto tempo, rimane un meccanismo complesso dovuto a vari fattori dei quali si sa poco. E le conoscenze sono minime sia per quanto riguarda i fattori stessi sia per quanto riguarda la sinergia tra essi. Questo stato delle cose è dovuto a vari motivi:
- Alla mancanza di studi strutturati e organici sul funzionamento della pubblicità, che si riducono di fatto a lavori episodici
- Alla riservatezza che impedisce l'accesso e la circolazione della maggior parte di questi studi, spesso gelosamente custoditi dalle imprese pubblicitarie che li conducono
- All'estremo pragmatismo degli studi stessi, volti solo a mettere a punto rapidamente l'efficacia operativa di una réclame, e non a contribuire anche ad un'attenta riflessione sulla pubblicità in generale

Il risultato è che non raramente le conoscenze relative alla pubblicità finiscono col ridursi a prese di posizione acritiche che poco hanno a che fare con riscontri obiettivi rigorosi.

Esiste comunque una cospicua letteratura che, con una cadenza più o meno regolare, fa il punto sul sapere relativo alla pubblicità:

### Periodici
Le riviste che nel mondo si occupano di pubblicità a vari livelli sono numerose. Tra le più importanti, a titolo esemplificativo, è possibile citare:
- Advertising Age - rivista americana, a carattere divulgativo (fondata nel 1930)
- Journal of Advertising Research - rivista americana, a carattere scientifico (fondata nel 1960)
- Campaign - rivista inglese, a carattere divulgativo (fondata nel 1968)
- the Journal of Advertising - rivista americana, a carattere scientifico (fondata nel 1971)
- Stratégies - rivista francese, a carattere divulgativo (fondata nel 1971)
- Adweek - rivista americana, a carattere divulgativo (fondata nel 1978)

Anche in Italia sono edite varie riviste. Tra quelle principali è possibile citare:
- Linea Grafica - per quanto concerne la grafica pubblicitaria (fondata nel 1956)[63]
- House organ - fondato da Attilio Manzoni, trimestrale ed elegante e impaginato modernamente, che si rivolge non solo ai propri dipendenti ma anche al più vasto pubblico dei suoi clienti, soprattutto del settore pubblicitario (fondata nel 1959)[64]
- Pubblicità Italia - per quanto concerne la pubblicità trattata in maniera generale (fondata nel 1989)[63]
- È possibile menzionare inoltre La pubblicità, rivista storica ma non più stampata (fondata nel 1924)

### Dizionari enciclopedici
Esistono dizionari enciclopedici dedicati totalmente o in significativa parte alla pubblicità o alla grafica pubblicitaria. Tra le opere relativamente più recenti, in lingua italiana, è possibile citare:
- Alberto Abruzzese e Fausto Colombo (a cura di), Dizionario della pubblicità, Zanichelli, Bologna, 1994, ISBN 88-08-09588-6.
- Giorgio Fioravanti, Il dizionario del grafico, Bologna, Zanichelli, 1993, ISBN 88-08-14116-0.
- Franco Lever, Pier Cesare Rivoltella e Adriano Zanacchi, La comunicazione. Il dizionario di scienze e tecniche, Roma, Rai-Eri, Elledici, Las, 2002. ISBN 88-397-1185-6.
- Fausto Lupetti e Giuliana Manfredini (a cura di), Nuovo dizionario illustrato della pubblicità e comunicazione, Lupetti, Milano, 2001, ISBN 88-8391-047-8.

### Saggi
Le monografie dedicate alla pubblicità sono innumerevoli, e affrontano l'argomento da molti punti di vista. Ma se da un lato è possibile citare almeno alcuni dei principali volumi pubblicati nell'ultimo quarto di secolo in lingua italiana, dall'altro è bene tener presente che tale elenco ha un mero scopo didattico, e costituisce più che altro un termine di paragone rispetto ad altre pubblicazioni. In particolare la seguente esigua lista deve aiutare a discernere la vera e propria saggistica scientifica da un'altra tipologia di libri, sempre dedicata al mondo della réclame, ma che ha molte più affinità con la narrativa (cfr. sezione successiva).
Per un elenco esaustivo ed ufficiale di tutte le opere pubblicate sulla pubblicità si invitano i lettori a consultare l'indice SBN OPAC.
- David A. Aaker e John G. Myers. Advertising Management. Englewood Cliffs, New Jersey, Prentice-Hall Inc., a division of Simon & Schuster, 1987 (Trad. It. Management della pubblicità. Milano, FrancoAngeli, 1998. ISBN 88-204-7075-6.
- Alberto Abruzzese. Metafore della pubblicità (2a. ed. aggiornata). Costa&Nolan, Genova, 1997. ISBN 88-7648-124-9.
- Bruno Ballardini. La morte della pubblicità. Castelvecchi, Roma, 1994. ISBN 88-86232-53-5.
- Luis Bassat e Giancarlo Livraghi. Il nuovo libro della pubblicità (2a. ed. aggiornata). Il Sole 24 Ore, Milano, 2001. ISBN 88-8363-129-3.
- Enrico e Giulio Bizzarri, Lorenzo Soprani (a cura di). Pubblicità canaglia, Zelig, Milano, 2002. ISBN 88-87291-79-9
- Marzio Bonferroni, La pubblicità diventa comunicazione?, Milano, FrancoAngeli, 2004, ISBN 8846460022
- Vanni Codeluppi. Che cos'è la pubblicità. Carocci, Roma, 2001. ISBN 88-430-1901-5.
- Vanni Codeluppi. Pubblicità. Zanichelli, Bologna, 2000. ISBN 88-08-09699-8.
- Geppi De Liso, Creatività & Pubblicità, 5ª ed., Milano, Franco Angeli, 2002, ISBN 978-88-464-3893-5.
- Giampaolo Fabris. La pubblicità. Teoria e prassi. Milano, FrancoAngeli, 1997. ISBN 88-204-9648-8.
- Gian Luigi Falabrino. Pubblicità serva padrona: protagonisti, strategie e battaglie del mercato italiano. Il Sole 24 Ore, Milano, 1999.
- Gian Luigi Falabrino. Effimera & bella: storia della pubblicità italiana: Venezia 1691-Roma 2001 (2a. ed. aggiornata in occasione del "Congresso nazionale della pubblicità" Roma ottobre 2001). Silvana, Cinisello Balsamo, 2001.
- Ferdinando Fasce, Elisabetta Bini, Bianca Gaudenzi. Comprare per credere. La pubblicità in Italia dalla Belle Époque a oggi. Carocci, Roma, 2016.
- Marco Giusti, Il grande libro di Carosello, Sperling&Kupfer, Milano, 1995.
- Patrizia Musso, I nuovi territori della marca, Milano, FrancoAngeli, 2005, ISBN 9788846468031
- Patrizia Musso, Brand Reloading. Nuove strategie per comunicare, rappresentare e raccontare la marca, Milano, FrancoAngeli, 2011, ISBN 9788856838534
- Patrizia Musso, Slow brand. La gestione socio-economica della marca contemporanea, Milano, FrancoAngeli, 2013, ISBN 9788820449445
- Patrizia Musso, Slow Brand. Vincere imparando a correre più lentamente (nuova edizione), Milano, FrancoAngeli, 2017, ISBN 9788891744562
- Amedeo Nigra, La pubblicità e i suoi contratti tipici, 2000, Maggioli Editore, ISBN 978-88-387-1869-4
- Daniele Pitteri, La pubblicità in Italia: dal dopoguerra ad oggi, GLF editori Laterza, Bari-Roma, 2002. ISBN 88-420-6731-8
- Daniele Pitteri e Paola Papakristo (a cura di), Archeologie della pubblicità: alle origini della pubblicità moderna, Liguori, Napoli, 2003. ISBN 88-207-3422-2
- Jacques Seguela, Hollywood lava più bianco, collana I triangoli, Milano, Lupetti-Editori di comunicazione, 1996, ISBN 9788886302876.
- Giuseppe Sergio, La lingua della pubblicità, in I. Bonomi, S. Morgana (a cura di), La lingua italiana e i mass media, Roma, Carocci, 2016, pp. 291–331;
- Annamaria Testa, La pubblicità, Bologna, il Mulino, 2004. ISBN 88-15-09708-2.
- Annamaria Testa, La parola immaginata. Teoria, tecnica e pratica del lavoro di copywriter, Il saggiatore, Milano, 2006 ISBN 88-428-1353-2.
- Mark Tungate. Adland: a global history of advertising. Londra, Kogan Page Publisher, 2007 (Trad. It. Storia della pubblicità - Gli uomini e le idee che hanno cambiato il mondo. Milano, FrancoAngeli, 2010. ISBN 978-88-568-1665-5).
- Ugo Volli. Semiotica della pubblicità. GLF editori Laterza, Bari-Roma, 2003. ISBN 88-420-6858-6.

### Narrativa
Esiste finalmente una letteratura del tutto peculiare caratterizzata da libri, scritti da pubblicitari, a metà strada tra l'autobiografia e il manuale pedagogico (se non in certi casi addirittura il romanzo). Il capostipite di questa tradizione, che poi ha avuto numerosi epigoni, fu Claude C. Hopkins nel 1927. È possibile citare i volumi più celebri:
- Frédéric Beigbeder. 99 Francs, 2000. (Trad. It. Lire 26.900. Feltrinelli, Milano, 2001. ISBN 88-07-70140-5).
- Claude C. Hopkins. My Life in Advertising. Harper & Brothers, New York, 1927 (Trad. It. I miei successi in pubblicità. Biblioteca dell'Ente Nazionale Italiano per l'Organizzazione Scientifica del Lavoro, Roma, 1932).
- David Ogilvy. Confessions on Advertising Man, first published 1963 by Atheneum, new and revisited edition published 1987 by Pan Books Ltd., London, (Trad. It. Confessioni di un pubblicitario. Lupetti, Milano, 1989. ISBN 88-85838-28-6).
- Rosser Reeves. Reality in Advertising. Alfred A. Knopf Inc., New York, 1960 (Trad. It. I miti di Madison Avenue. Lupetti, Milano, 1988. ISBN 88-85838-02-2).
- Alessandro Alziati Non tutti i pubblicitari vengono per nuocere. DoItHuman, Milano, 2023. ISBN 8899628580
- Jacques Séguéla. Ne dites pas à ma mère que je suis dans la publicitè... Elle me croit pianiste dans un bordel. Parigi, Flammarion, 1979 (Trad. It. Non dite a mia madre che faccio il pubblicitario... Lei mi crede pianista in un bordello. Lupetti, Milano, 1986. ISBN 88-85838-82-0).[66]
- Walter Taplin. Advertising, 1960 (Trad. It. La pubblicità. Feltrinelli, Milano, 1961).

### Saggi critici
Sull'altro versante, ossia quello della critica alla pubblicità, vi sono altrettanto numerosi libri:
- Vance Packard. The hidden persuaders. David McKay, New York, 1957 (Trad. It. di Carlo Fruttero: I persuasori occulti. Einaudi, Torino, 2005. ISBN 88-06-17344-8.)
- Benjamin Barber, Con$umed. How Markets Corrupt Children, Infantilize Adults, and Swallow Citizens Whole, 2007, Consumati. Da cittadini a clienti, 2010, trad. Daria Cavallini e Brunella Martera, Einaudi, Torino, ISBN 978 88 06 20127 2

## Riferimenti normativi
- Decreto legislativo 6 settembre 2005, n. 206 - Codice del consumo, a norma dell'articolo 7 della legge 29 luglio 2003, n. 229
- Decreto legislativo 2 agosto 2007, n. 145 - Attuazione dell'articolo 14 della direttiva 2005/29/CE che modifica la direttiva 84/450/CEE sulla pubblicità ingannevole